# サウディア
サウディア（アラビア語: السعودية、英語: Saudia）は、サウジアラビアのジェッダを本拠地としている国営航空会社。アラブ航空会社機構 (Arab Air Carriers Organization)の一員で、同機構の加盟会社が作っている航空連合「アラベスク航空アライアンス」 (Arabesk Airline Alliance)及びスカイチームのメンバーでもある。

## 概要
1945年9月、サウジアラビア航空として設立。キング・アブドゥルアズィーズ国際空港から中東、東南アジア、アフリカ、欧州、北米への国際線を運航。メッカ巡礼（ハッジ）の需要があるため、大型機を多数所有している。
航空券の座席予約システム（CRS）は、アマデウスITグループが運営するアマデウスを利用している。
2011年1月10日、2012年を目途にスカイチームへ正式加盟することが発表。アラブの航空会社としてはロイヤルヨルダン航空に次いで2社目の3大アライアンス加盟である。後の2012年5月17日、同年5月29日に正式加盟すると発表し同日に正式加盟を果たした。また、同時に社名（商号）と機体のタイトルをサウジアラビア航空から1972年から1996年まで使用された、サウディアに再度変更した。
2023年9月30日、新しいブランドアイデンティティを発表。保有機の塗装や客室乗務員の制服などを変更するほか、ChatGPT4の活用による新しいテクノロジーを用いたサービスを提供する。

## 歴史

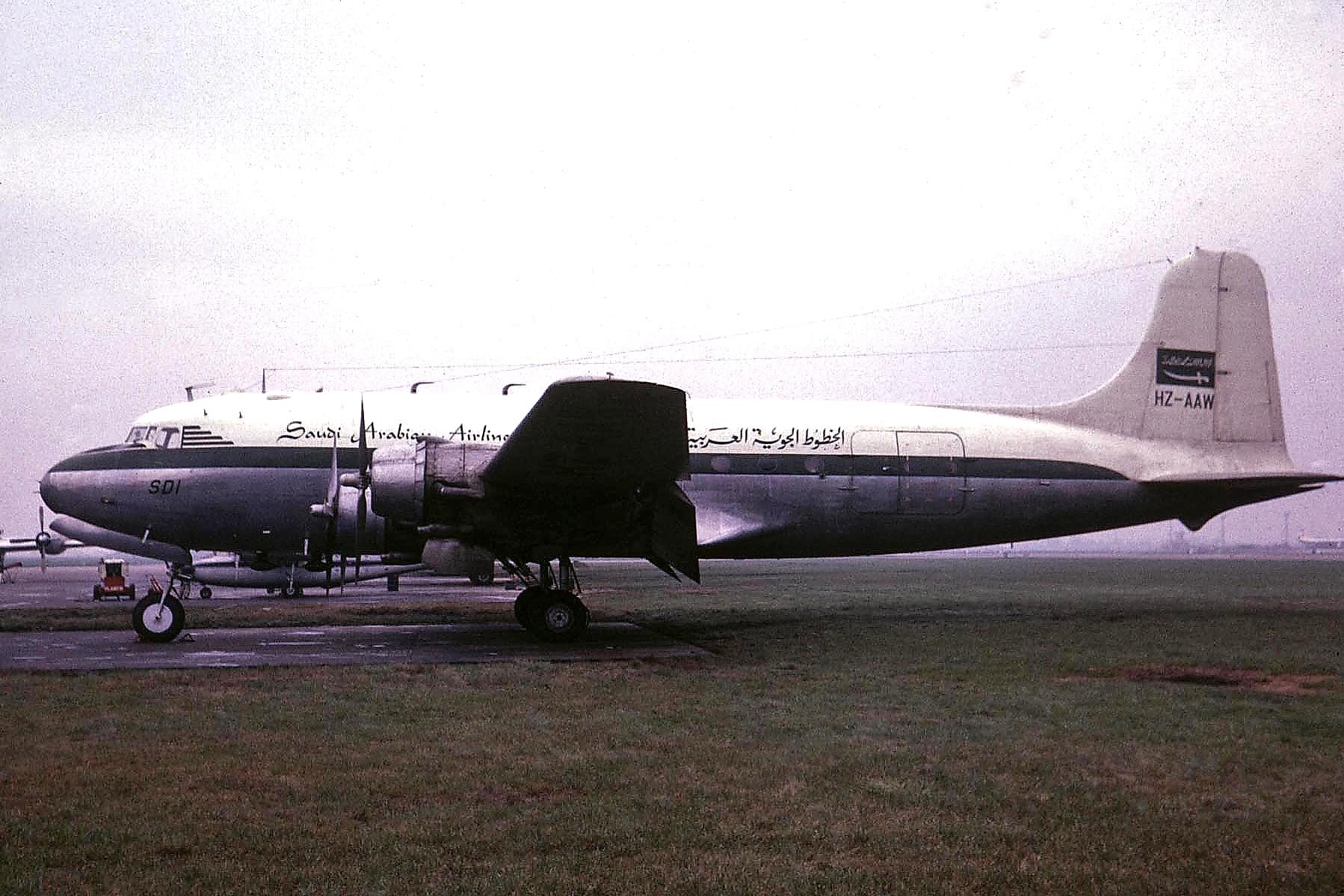
ダグラスDC-4ロンドン・ヒースロー空港にて

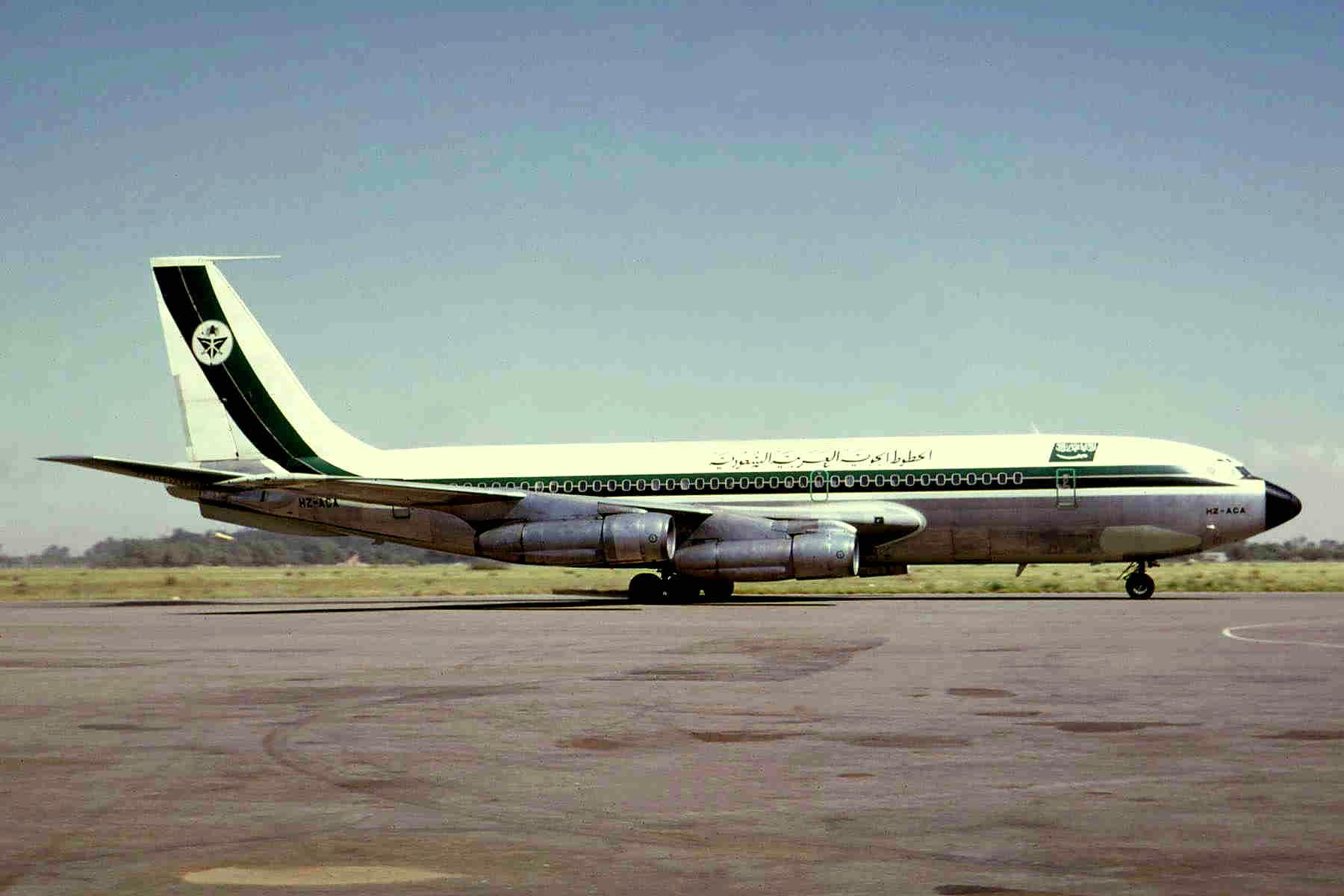
機体番号 HZ-ACA　ボーイング720(1969年トリポリ空港にて撮影)

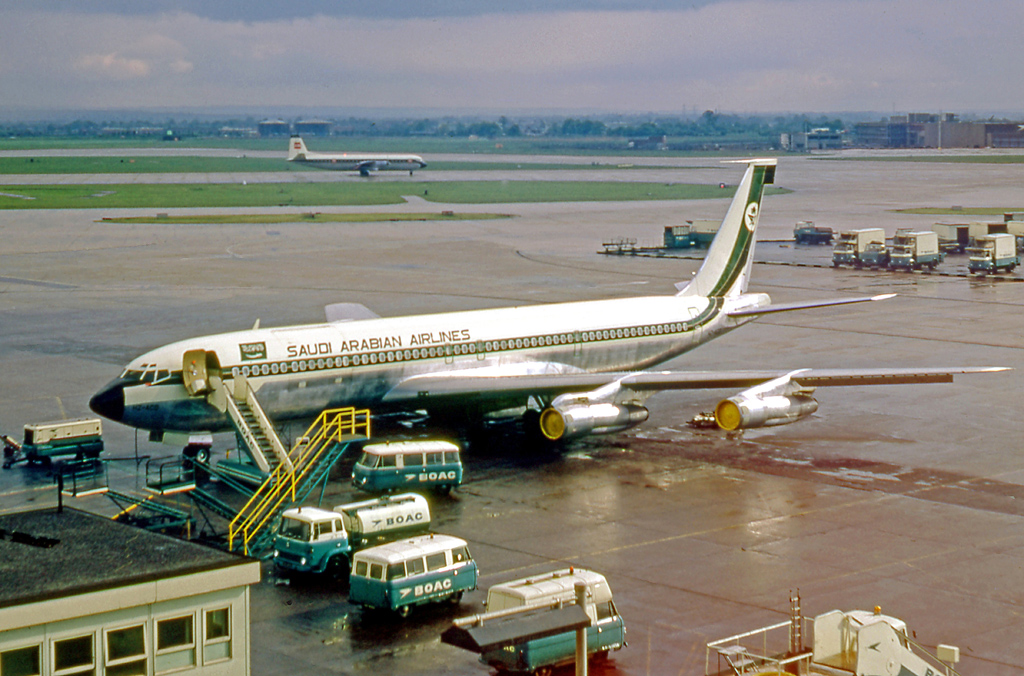
ロンドン・ヒースロー空港に駐機するボーイング707(1969年撮影)

- 1945年 - フランクリン・ルーズベルト大統領がアブドゥルアズィーズ・イブン・サウードにダグラス DC-3を贈呈。
- 1946年 - 国防省の下で創業。国際便が運航される。
- 1947年 - カイロとダマスカス便が運航開始。
- 1949年 - ブリストル フレイターの導入を機に本格的な貨物輸送を開始。
- 1950年 - ダグラス DC-4の運航を開始。カラチ線とアンマン線が開始。
- 1955年 - 創業10周年を機にリヤドとジェッダをハブ空港とすることを決定。
- 1961年 - ボーイング720を導入。
- 1964年 - ダグラス DC-9を導入。
- 1965年 - 8月25日にアラブ航空会社機構が設立し、創立メンバーとなる。
- 1966年 -  IATA加盟。ヨーロッパ路線を開設する。
- 1967年 -  ボーイング707型機をロンドン線に導入。
- 1969年 - アルジェに就航する。
- 1971年 - データ処理センターがリヤドにオープンし、貨物便によるヨーロッパ線が乗り入れ開始。
- 1972年 - 名称をサウディアに変更。ボーイング737-200を導入。
- 1973年 - 利用者数100万人を達成。
- 1975年 - FH-227を導入。8月にはロッキード L-1011 トライスターを導入した。
- 1976年 - 予約不要のサービスを開始する。VIP専用機サービスが開始。
- 1981年 - キング・アブドゥルアズィーズ国際空港が開港。サウディアのケータリングサービスが運用開始。
- 1988年 - 北米線の運航を開始。
- 1996年 - 新塗装が発表され、砂色の胴体と対照的な濃紺の尾翼が特徴で、尾翼の中央にはサウード家の紋章が様式化されていた。また、サウジアラビア航空の名称が再び使用された。
- 2000年 - ISO9000を取得。
- 2012年 - 航空連合「スカイチーム」に加盟。名称をサウディアに再度変更した。

## 就航路線

### サウジアラビア（国内路線）
- リヤド、ジェッダ、ダンマームなど、26空港49路線に就航。

### アジア
- 香港、広州、仁川、ダッカ、チェンナイ、デリー、ハイデラバード、コーチ、ムンバイ、イスラマバード、カラチ、ラホール、ペシャーワル、コロンボ、ジャカルタ、クアラルンプール、マニラ、シンガポール、バンコク、マナーマ、テヘラン、アンマン、クウェート、ベイルート、マスカット、ドーハ、ダマスカス、アブダビ、ドバイ、シャールジャ、サナア

### ヨーロッパ
- パリ/ドゴール、フランクフルト、アテネ、ミラノ、ローマ、マドリード、ジュネーブ、イスタンブール、ロンドン/ヒースロー、マンチェスター、アムステルダム、モスクワ/シェレメーチエヴォ(2025年10月7日より就航予定)[6]

### 北アメリカ
- ニューヨーク/ケネディ、ワシントンD.C.、ロサンゼルス、トロント

### アフリカ
- アスマラ、アディスアベバ、ナイロビ、アルジェ、アレクサンドリア、カイロ、カサブランカ、ハルツーム、チュニス、カノ、ダカール、ヨハネスブルク

## 日本との関係
1990年、日本線の運航を開始したが、貨物便のみのフライトにとどまっていた上、サウジアラビアでは外国人に対する入国制限、とりわけ観光に関しての制限が厳しいため日本では馴染みの薄い存在だった。
外交関係樹立50周年をむかえた2006年9月6日から、大阪/関西-マニラ経由-リヤド行き、ジェッダ行きをボーイング777-200型機で就航させたものの、僅か3週間の運航で、9月27日以降運休となり、同年12月にはジャパン・エアサービスの事務所が閉鎖された。運休の理由は大阪/関西-マニラ間の営業利用を国土交通省が認可しなかったことで、採算面に不利だった点がある。
2019年10月27日、エティハド航空とのコードシェア便で成田国際空港と中部国際空港に乗り入れた。
2023年12月、日本とサウジアラビアの航空協議にて、日本・サウジアラビア双方の航空会社による両国間の航空便に関し、従来から認められていた関西国際空港、中部国際空港に加えて、成田国際空港とサウジアラビアとの間の運航もできる枠組みを設定した。これを受け、サウディアは、成田空港への乗り入れを検討している。サウディアは、今後国際線ネットワークを拡大する予定で、その国際線就航都市候補に東京が含まれている。

## 保有機材
| 機種                           | 運航数 | 発注数 | 座席数                 | 座席数                 | 座席数                 | 座席数                 | 備考                                               |
| 機種                           | 運航数 | 発注数 | F                      | J                      | Y                      | 計                     | 備考                                               |
| ------------------------------ | ------ | ------ | ---------------------- | ---------------------- | ---------------------- | ---------------------- | -------------------------------------------------- |
| エアバスA320-200               | 37     | -      | -                      | 20                     | 90                     | 110                    |                                                    |
| エアバスA320-200               | 37     | -      | -                      | 12                     | 132                    | 144                    |                                                    |
| エアバスA321-200               | 15     | -      | -                      | 20                     | 145                    | 165                    |                                                    |
| エアバスA321neo                | 12     | 62     | -                      | 20                     | 168                    | 188                    | 35機のオプション付き                               |
| エアバスA321XLR                | -      | 15     | 未定                   | 未定                   | 未定                   | 未定                   | 35機のオプション付き                               |
| エアバスA330-300               | 32     | -      | -                      | 36                     | 252                    | 288                    |                                                    |
| エアバスA330-300               | 32     | -      | -                      | 36                     | 262                    | 298                    |                                                    |
| エアバスA330-300               | 32     | -      | -                      | 30                     | 300                    | 330                    |                                                    |
| エアバスA330-300               | 32     | -      | -                      | -                      | 400                    | 400                    | ワモス・エアからのリース機                         |
| ボーイング777-200ER            | 2      | -      | -                      | 6                      | 394                    | 400                    | エア・アトランタ・アイスランディックからのリース機 |
| ボーイング777-300ER            | 37     | -      | 12                     | 36                     | 242                    | 290                    | うち2機はVIP用機材                                 |
| ボーイング777-300ER            | 37     | -      | -                      | 30                     | 351                    | 381                    | うち2機はVIP用機材                                 |
| ボーイング777-300ER            | 37     | -      | -                      | 12                     | 393                    | 405                    | うち2機はVIP用機材                                 |
| ボーイング777-300ER            | 37     | -      | -                      | 30                     | 383                    | 413                    | うち2機はVIP用機材                                 |
| ボーイング777-300ER            | 37     | -      | -                      | 14                     | 478                    | 492                    | エア・アトランタ・アイスランディックからのリース機 |
| ボーイング787-9                | 13     | 39     | -                      | 24                     | 274                    | 298                    | 10機のオプション付き                               |
| ボーイング787-10               | 8      | 39     | -                      | 24                     | 333                    | 357                    | 10機のオプション付き                               |
| サウディア・カーゴ             |        |        |                        |                        |                        |                        |                                                    |
| ボーイング747-400BDSF          | 2      | -      | 貨物                   | 貨物                   | 貨物                   | 貨物                   | エア・アトランタ・アイスランディックによるリース機 |
| ボーイング747-400F             | 2      | -      | 貨物                   | 貨物                   | 貨物                   | 貨物                   | エア・アトランタ・アイスランディックによるリース機 |
| ボーイング777F                 | 4      | -      | 貨物                   | 貨物                   | 貨物                   | 貨物                   |                                                    |
| サウディア・ロイヤル・フライト |        |        |                        |                        |                        |                        |                                                    |
| エアバスA318-100ACJ            | 1      | -      | VIP用機材              | VIP用機材              | VIP用機材              | VIP用機材              |                                                    |
| エアバスA340-200               | 2      | -      | VIP用機材              | VIP用機材              | VIP用機材              | VIP用機材              |                                                    |
| ボーイング747-400              | 1      | -      | VIP用機材              | VIP用機材              | VIP用機材              | VIP用機材              |                                                    |
| ボーイング757-200              | 1      | -      | VIP用機材 病院機能搭載 | VIP用機材 病院機能搭載 | VIP用機材 病院機能搭載 | VIP用機材 病院機能搭載 |                                                    |
| ボーイング777-300ER            | 1      | -      | VIP用機材              | VIP用機材              | VIP用機材              | VIP用機材              |                                                    |
| ボーイング787-8                | 2      | -      | VIP用機材              | VIP用機材              | VIP用機材              | VIP用機材              |                                                    |
| 合計                           | 164    | 116    |                        |                        |                        |                        |                                                    |

当社が発注したボーイング社製航空機の顧客番号（カスタマーコード）は68で、型式名は747-468、777-268ERなどとなる。

### 退役機材
- エアバスA300-600R
- ボーイング707-320
- ボーイング720
- ボーイング727-100/200
- ボーイング737-200
- ボーイング747-100/100B
- ボーイング747-200F
- ボーイング747-300/300SF
- ボーイング747-400
- ボーイング747-8F
- ボーイング757-200
- ボーイング767-200ER/300ER
- ボーイング777-200ER
- コンベア340
- エンブラエル ERJ-170
- フォッカー F28
- ダグラス DC-8
- マクドネル・ダグラス DC-10
- マクドネル・ダグラス MD-11/MD-11F
- マクドネル・ダグラス MD-90
- ロッキードL-1011-200/500

### ギャラリー

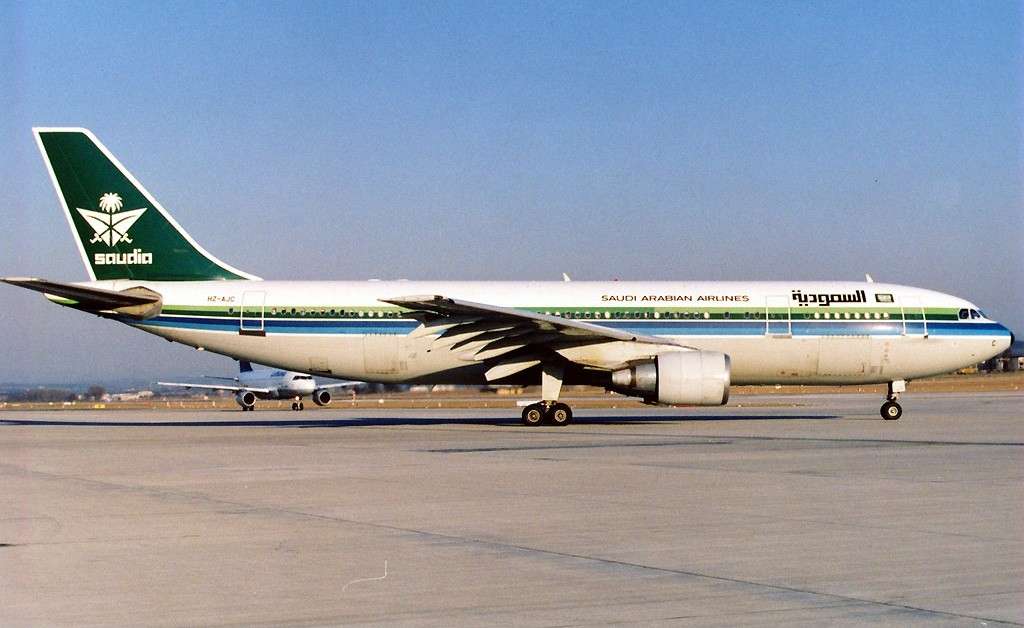
エアバスA300-600
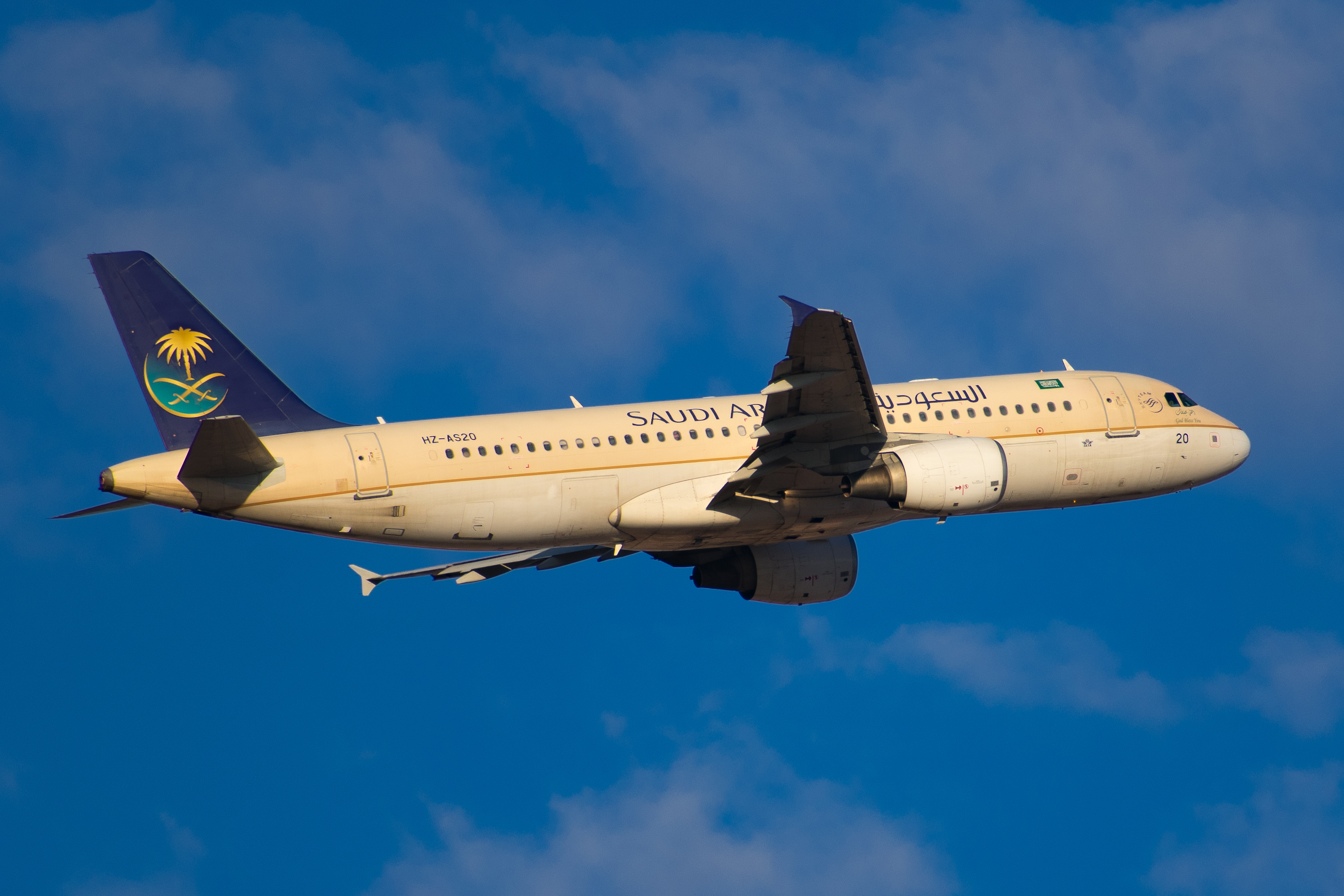
エアバスA320-200
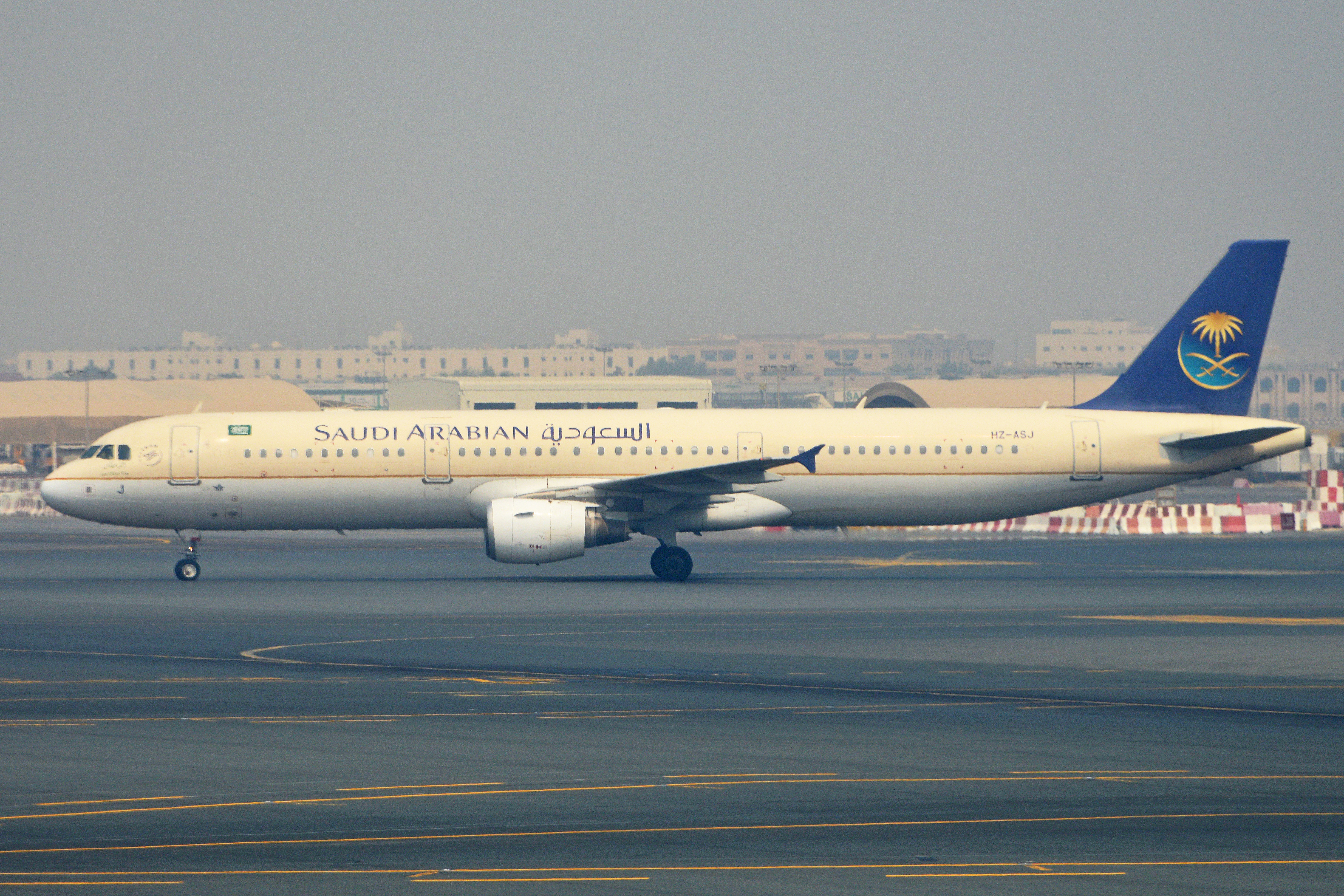
エアバスA321-200
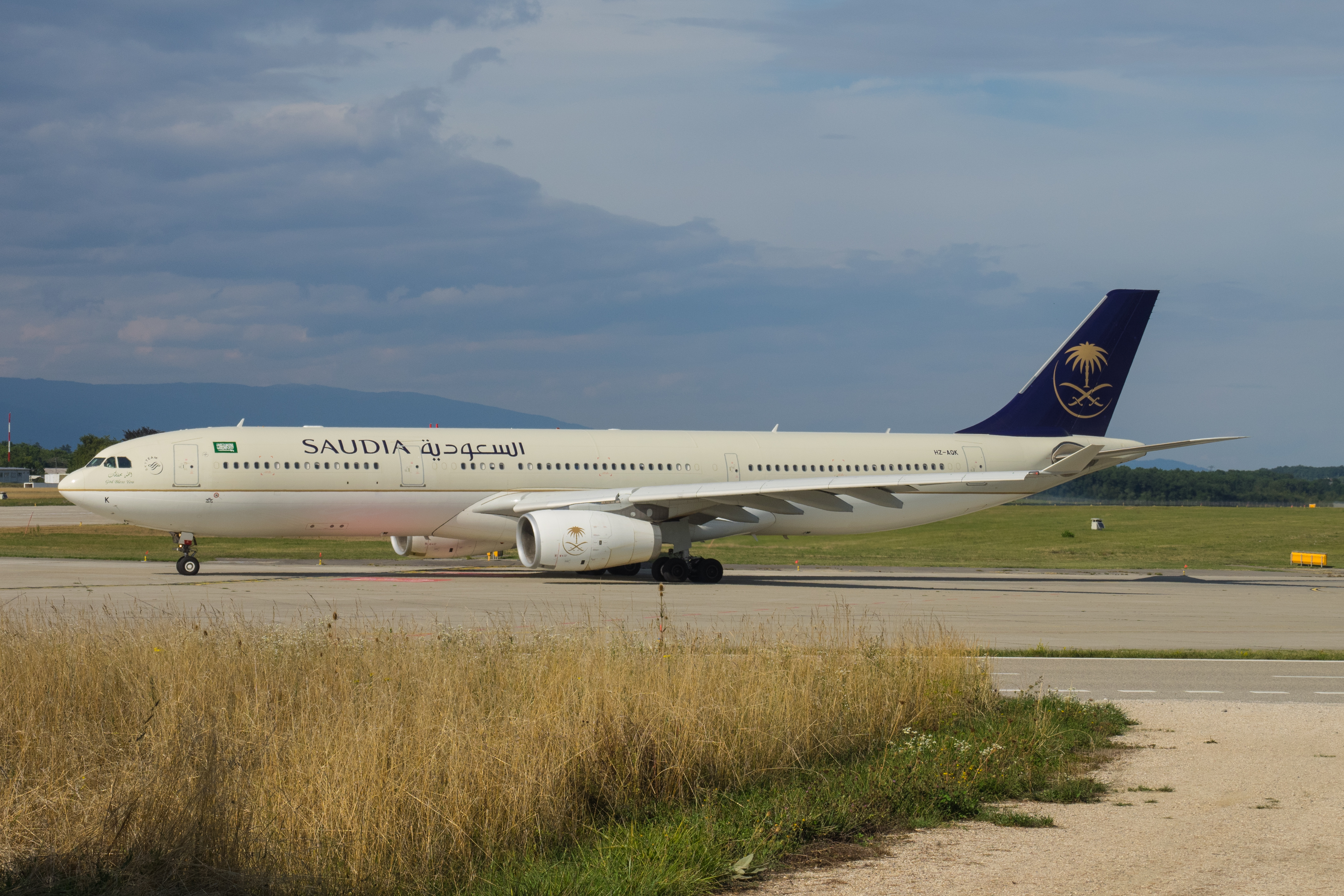
エアバスA330-300
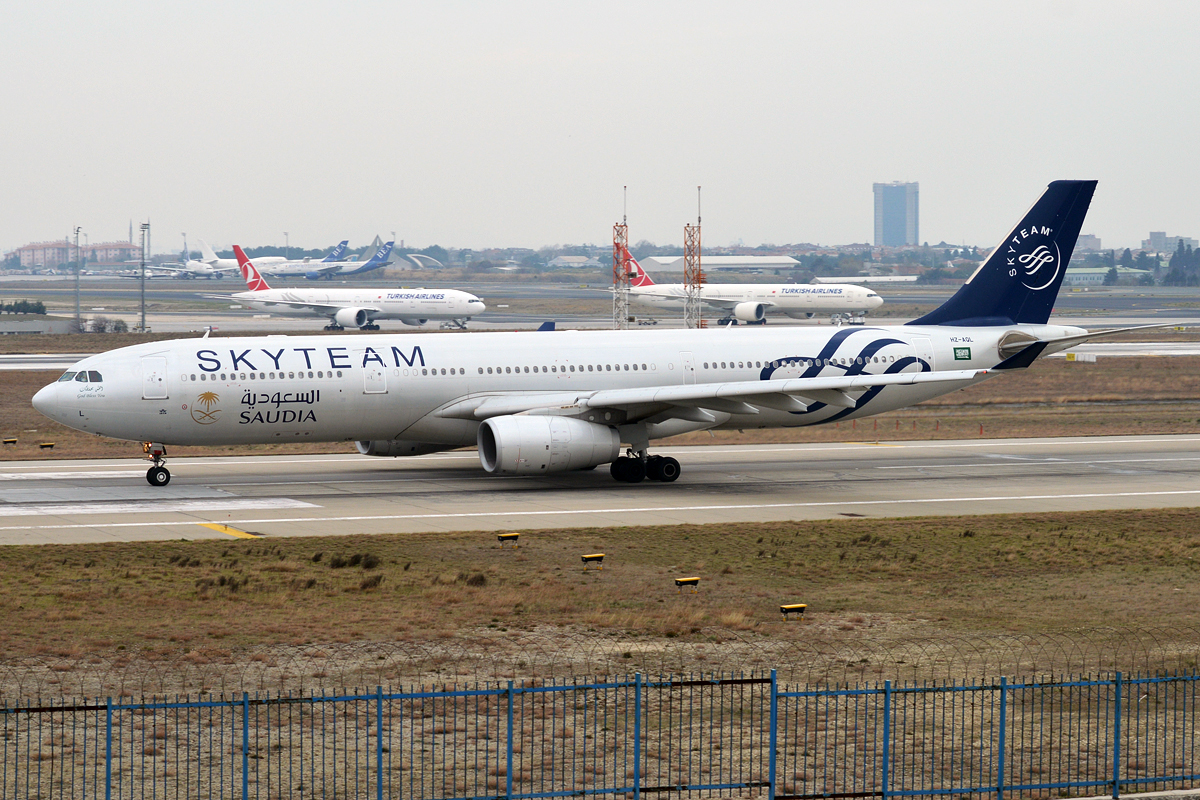
エアバスA330-300（スカイチーム塗装）
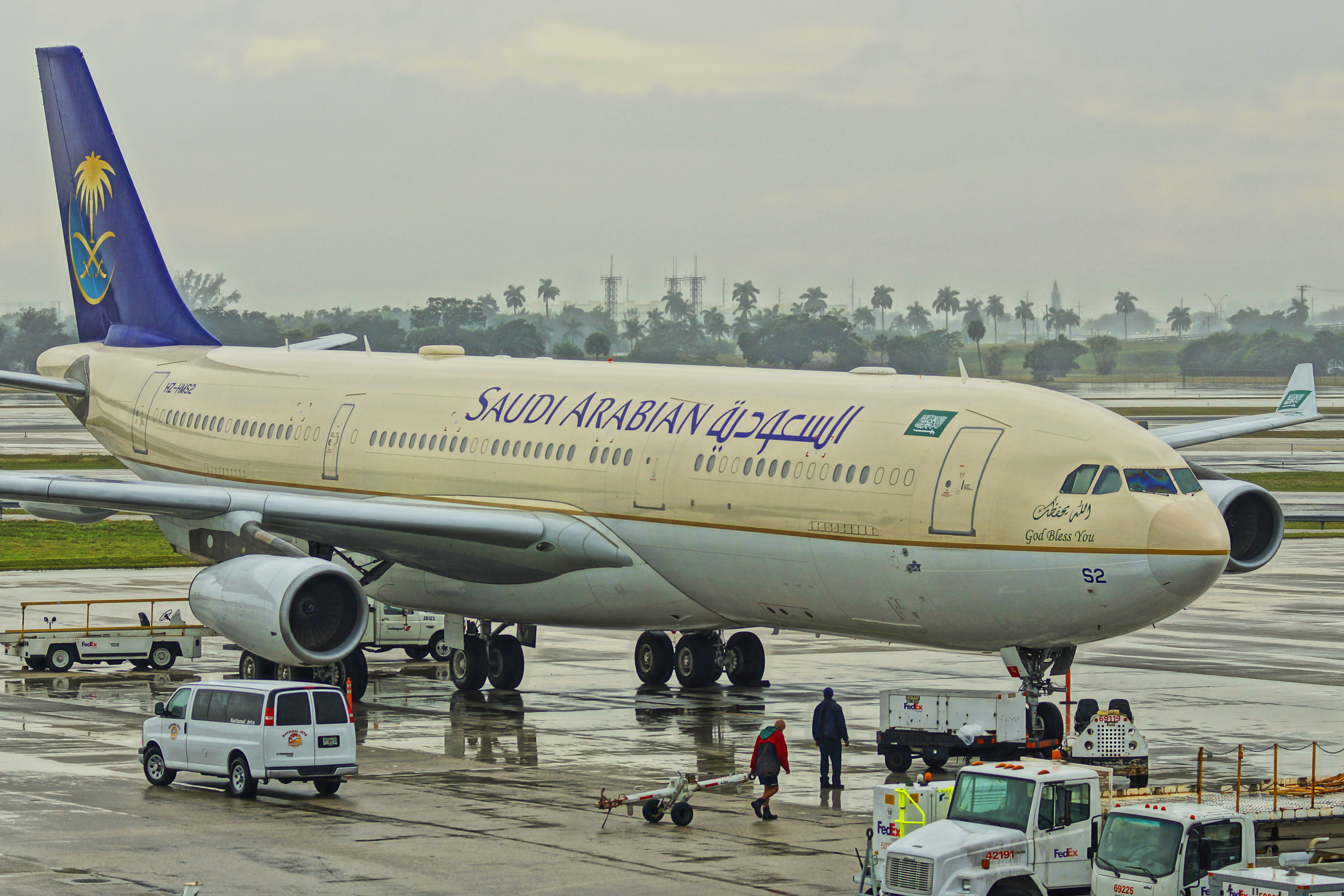
エアバスA340-200
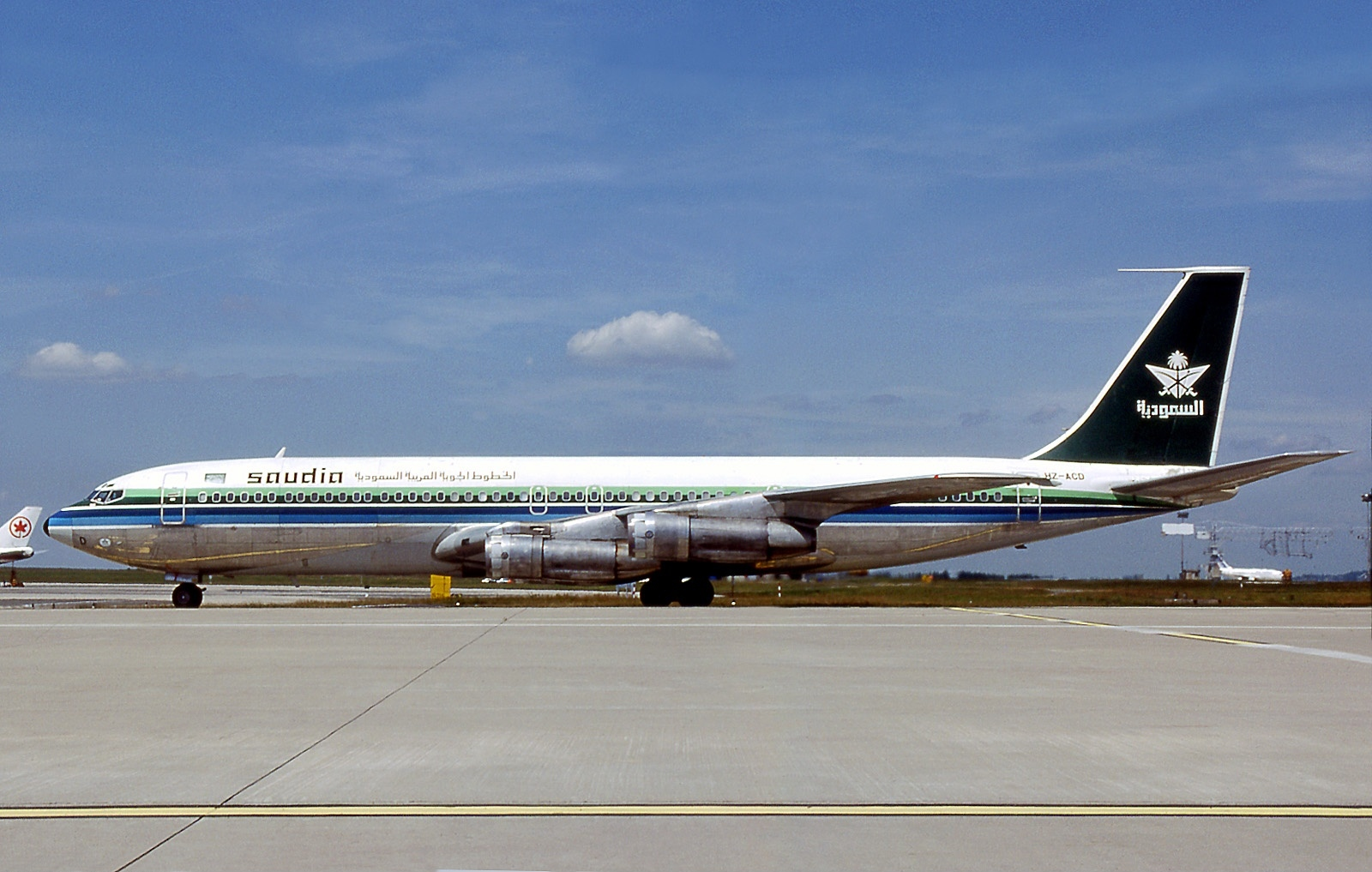
ボーイング707-320C
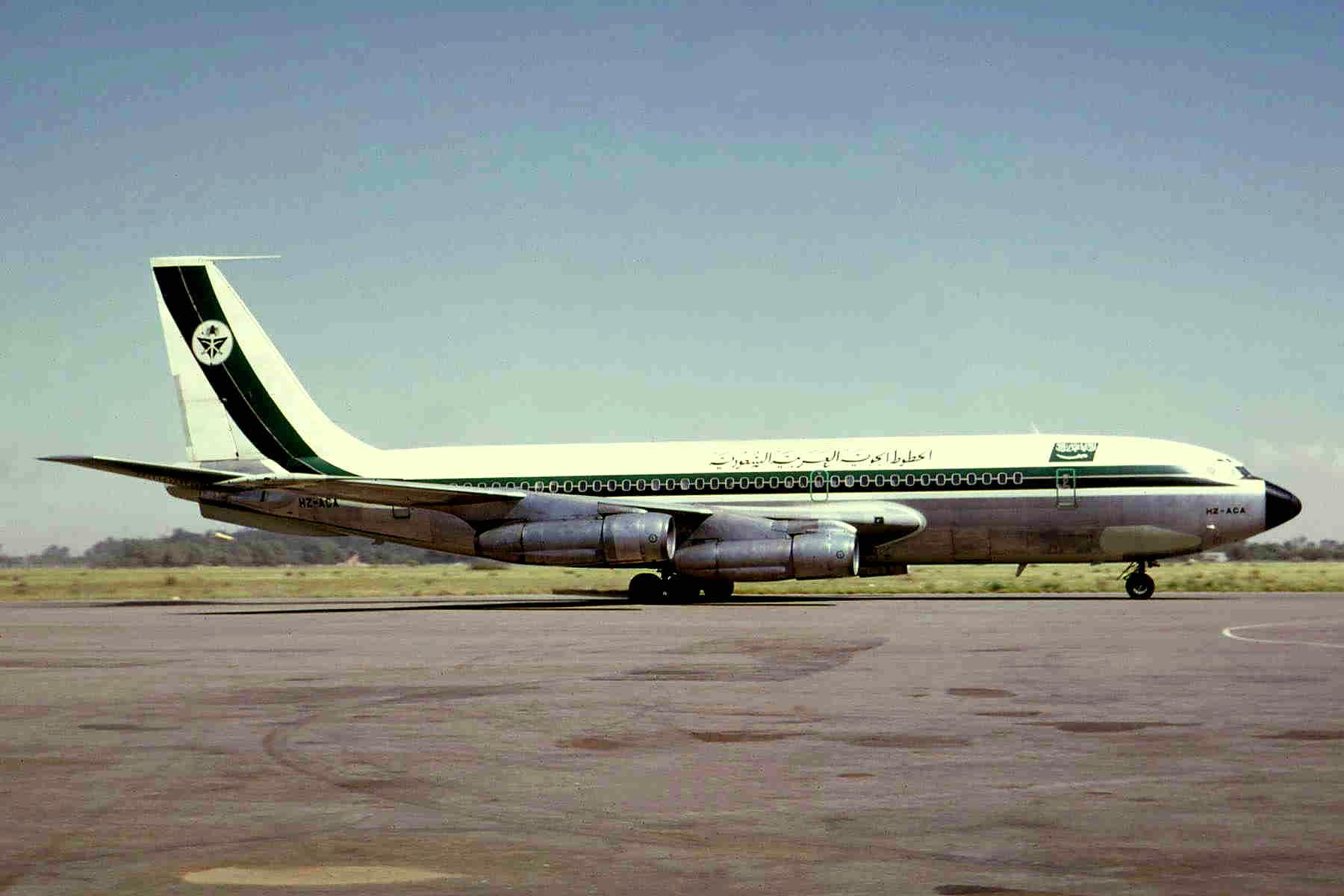
ボーイング720
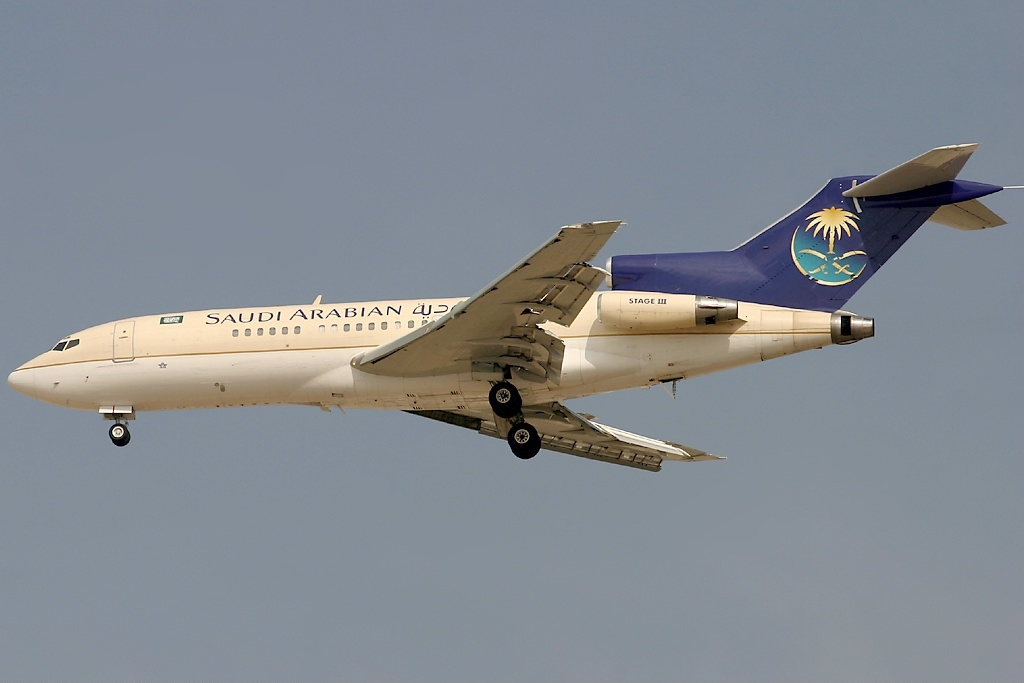
ボーイング727-100
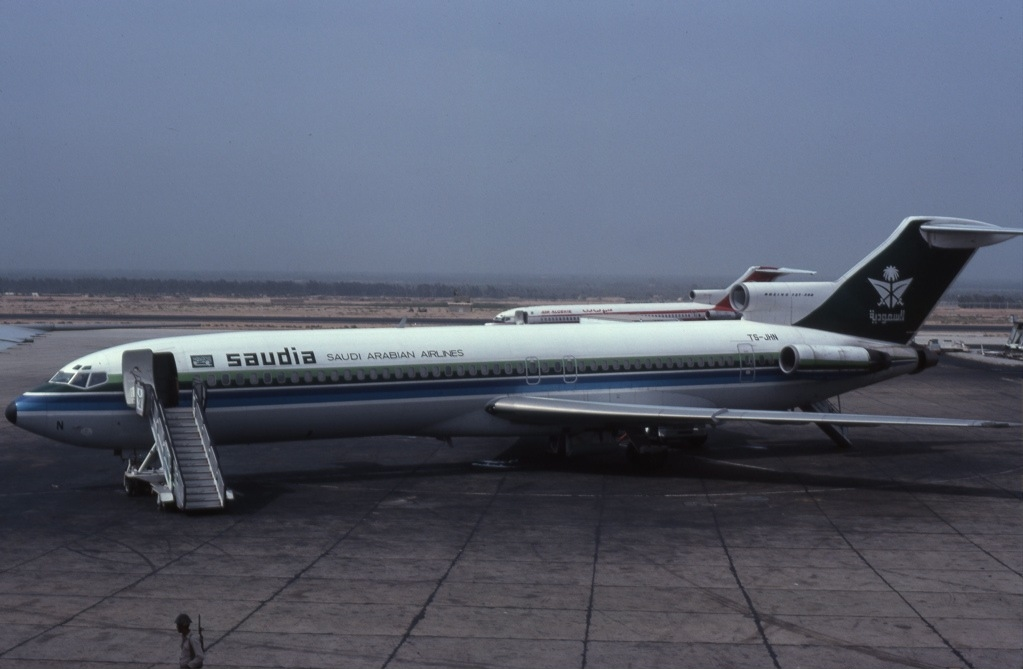
ボーイング727-200adv
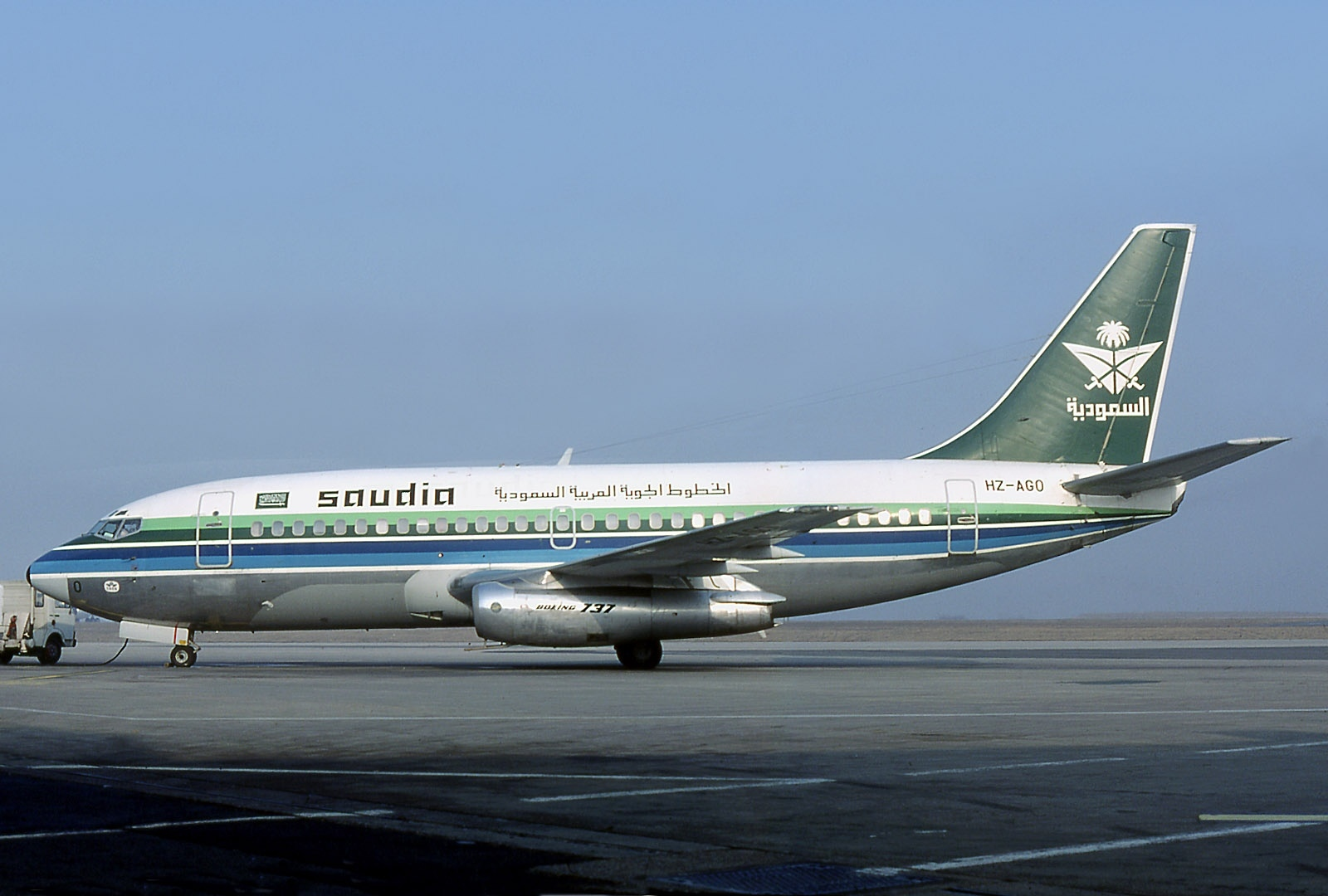
ボーイング737-200adv
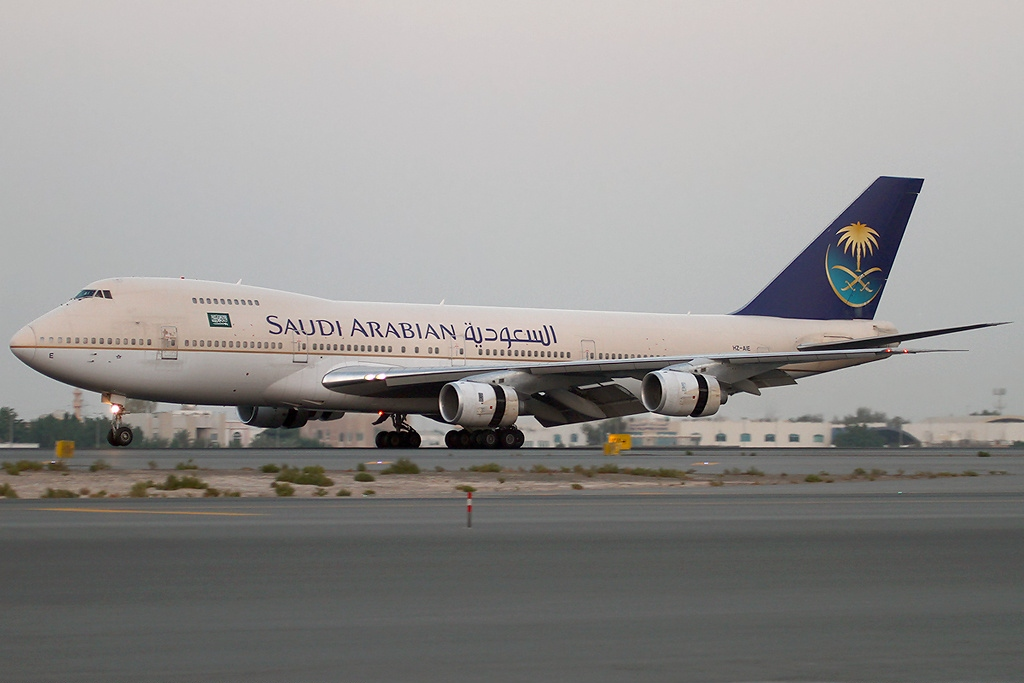
ボーイング747-100B
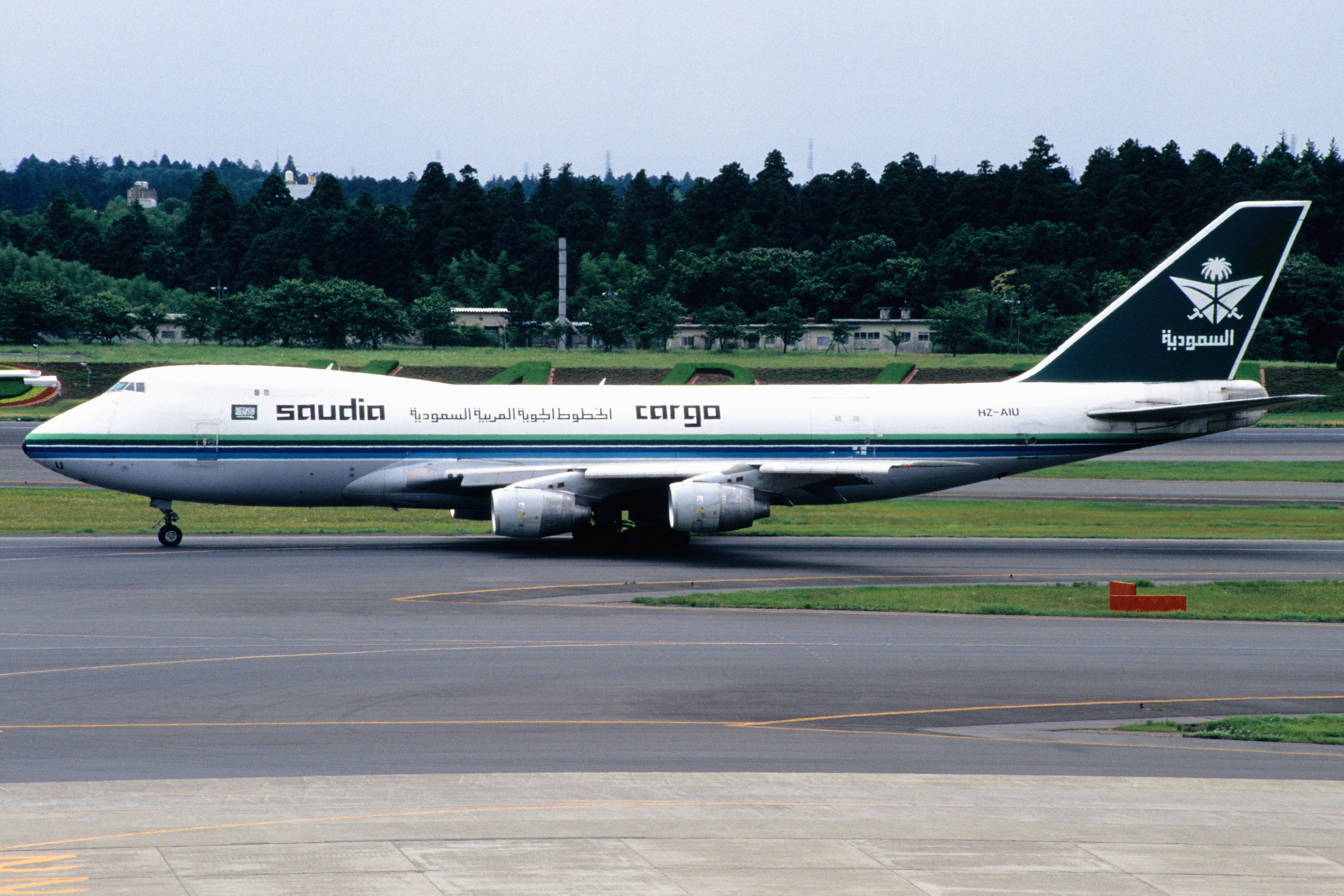
ボーイング747-200F
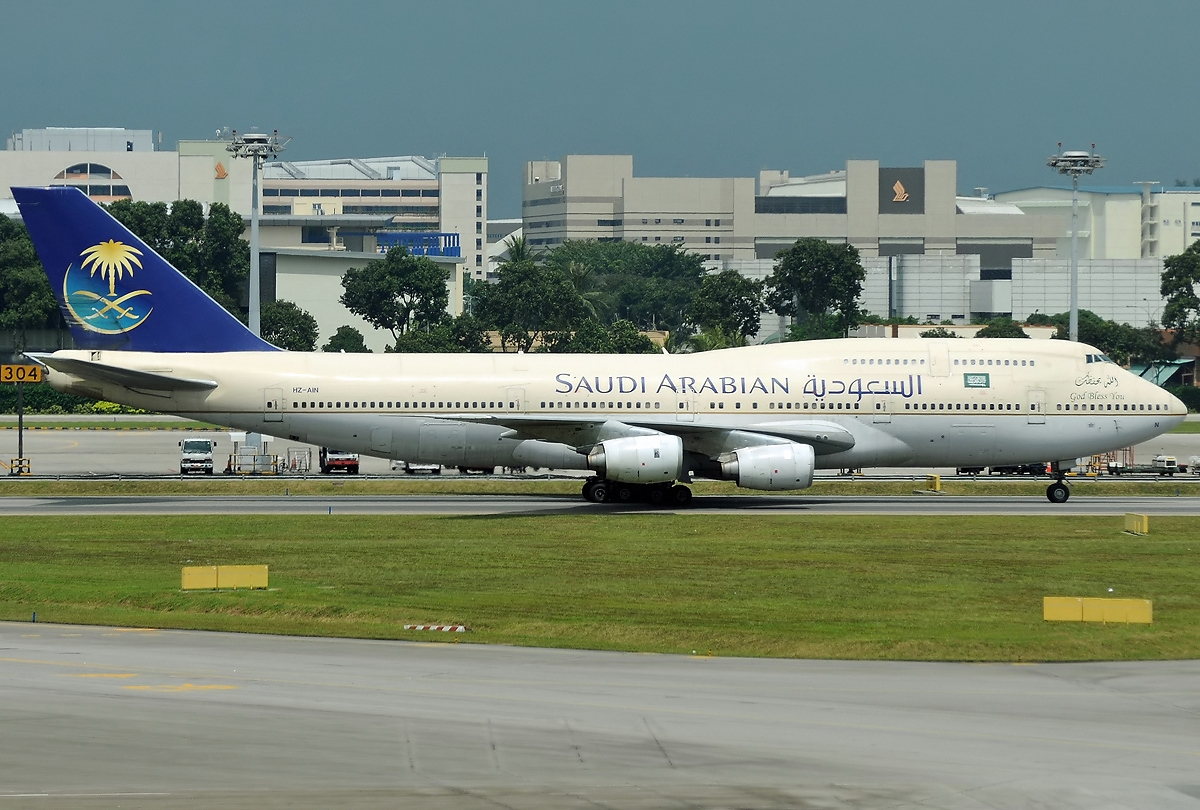
ボーイング747-300
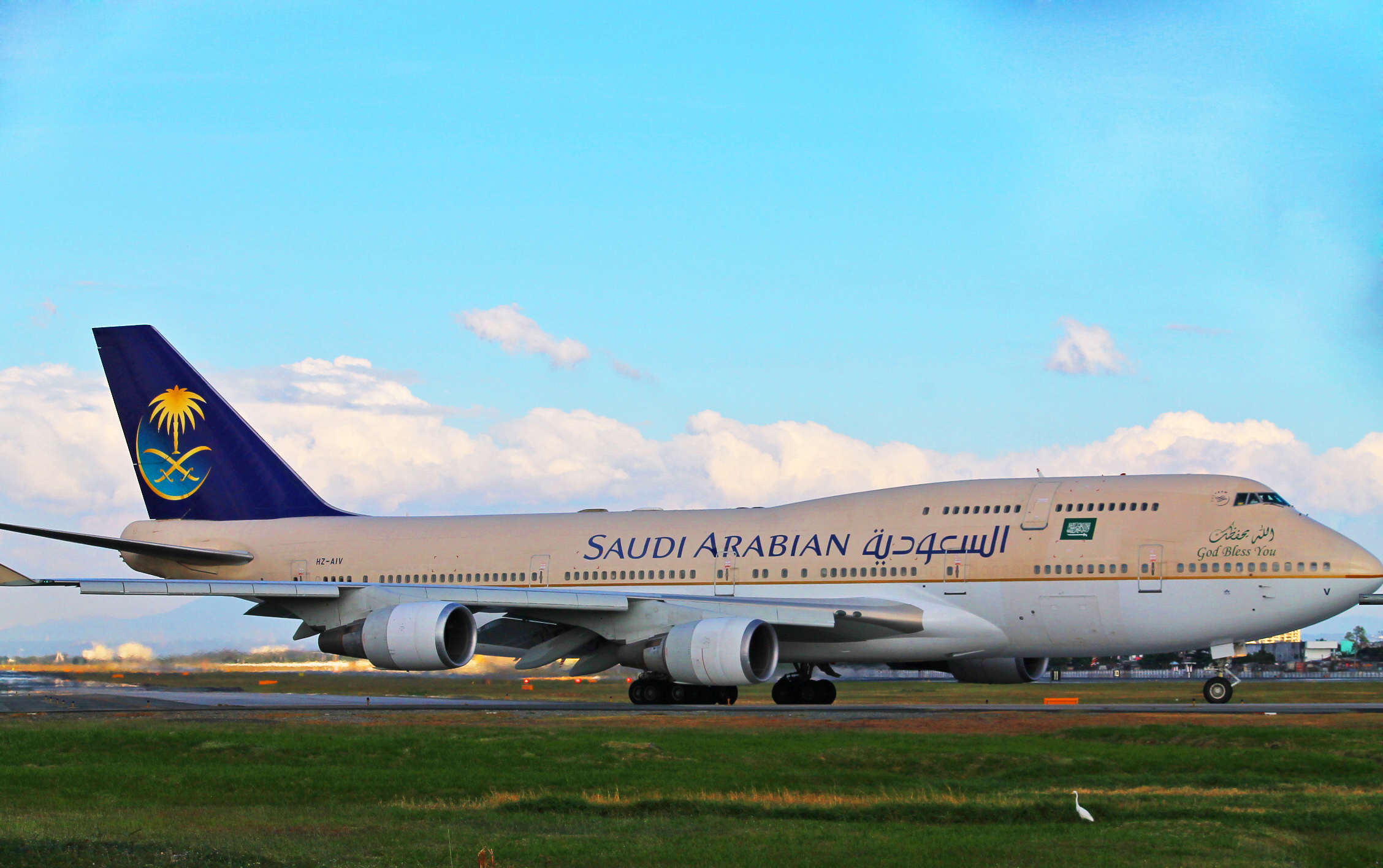
ボーイング747-400
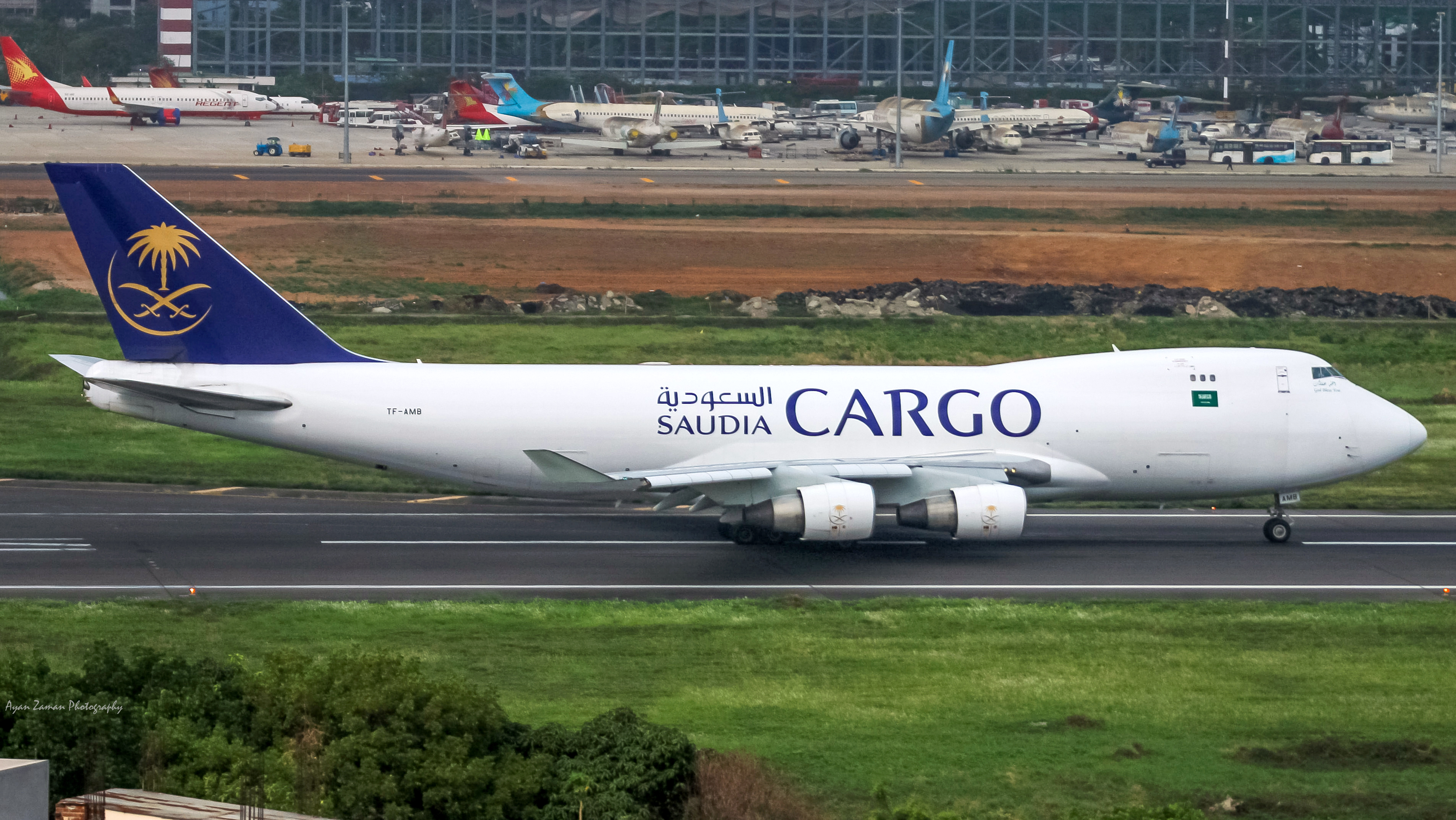
ボーイング747-400F
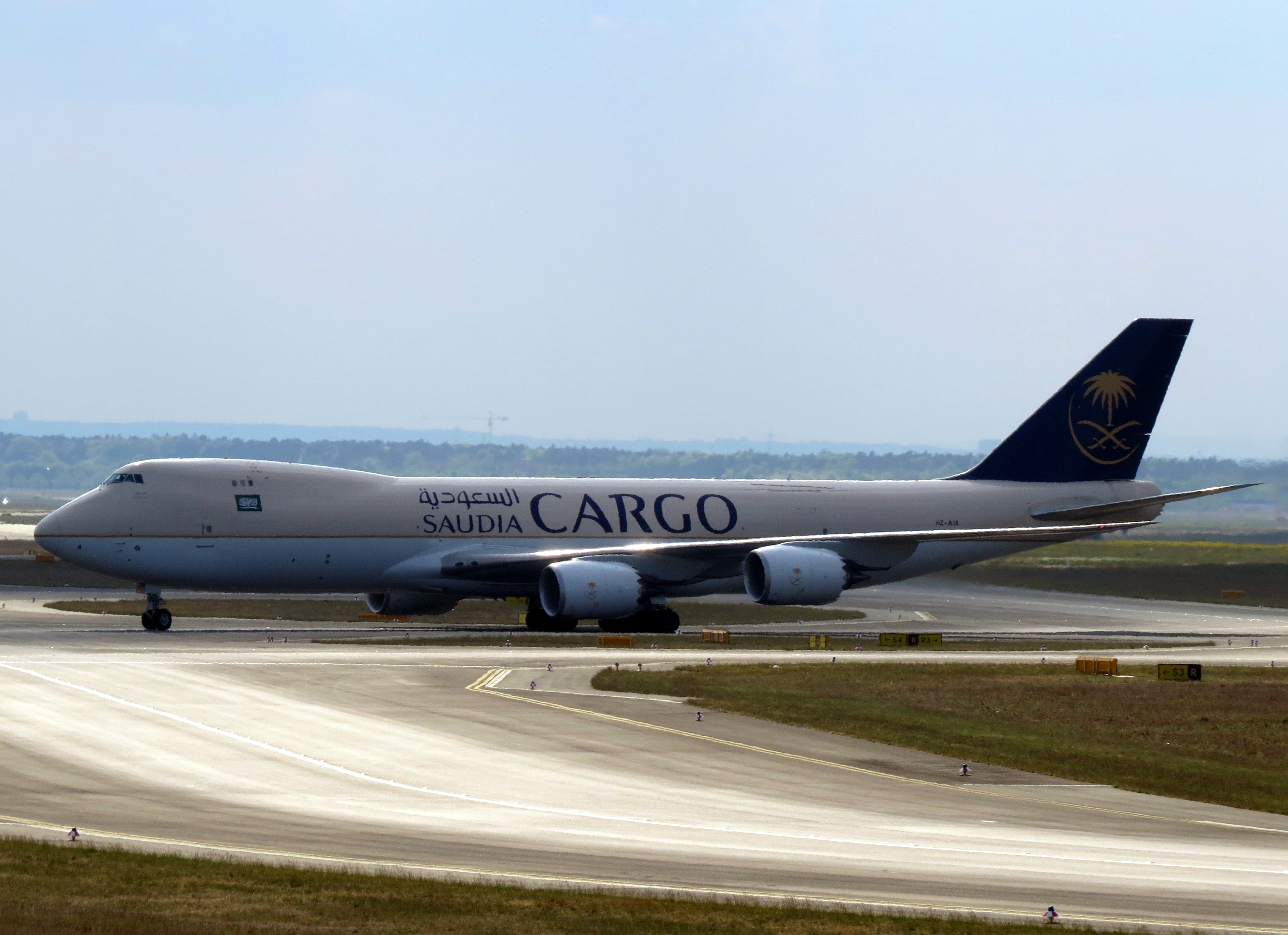
ボーイング747-8F
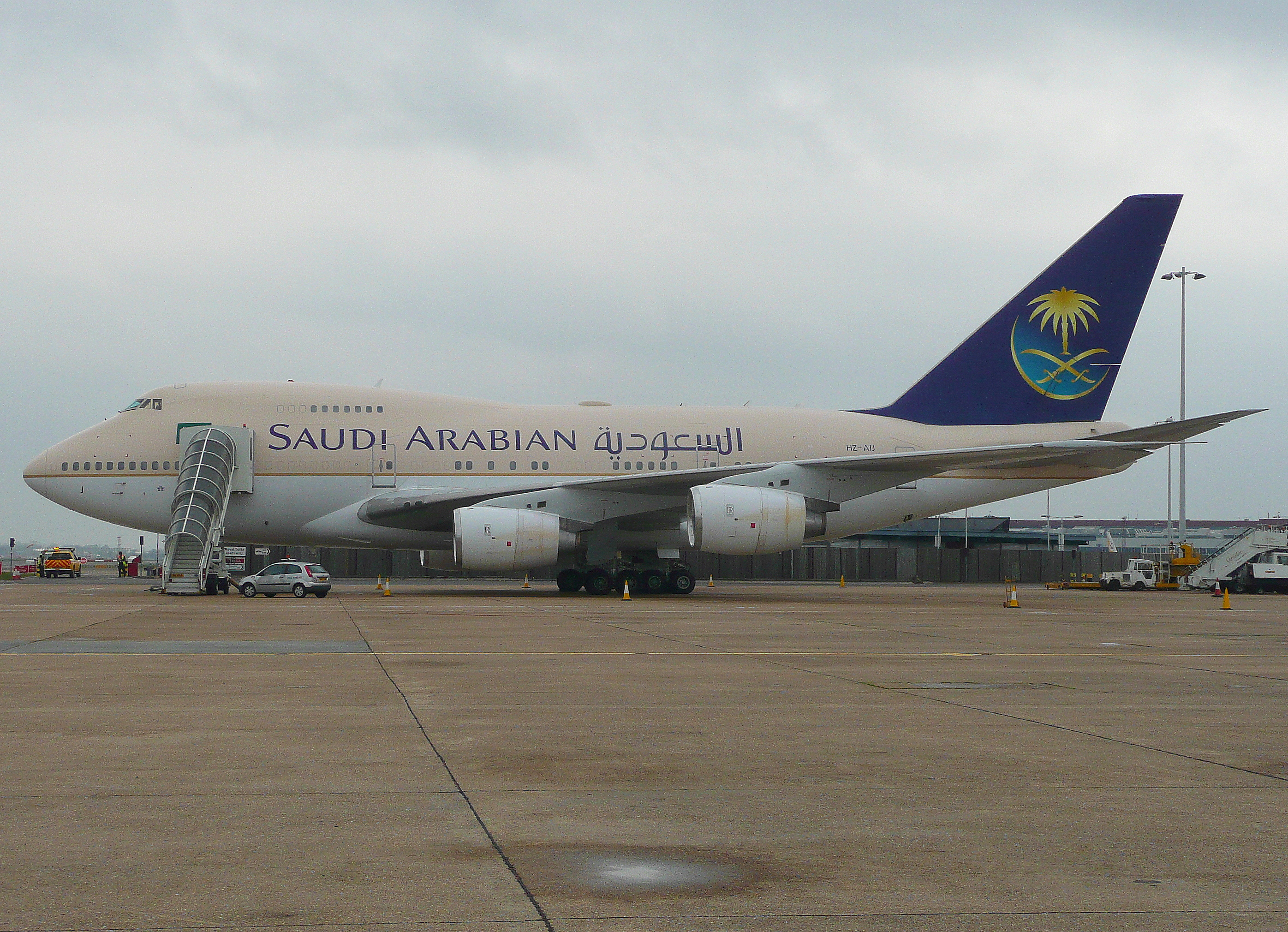
ボーイング747-SP
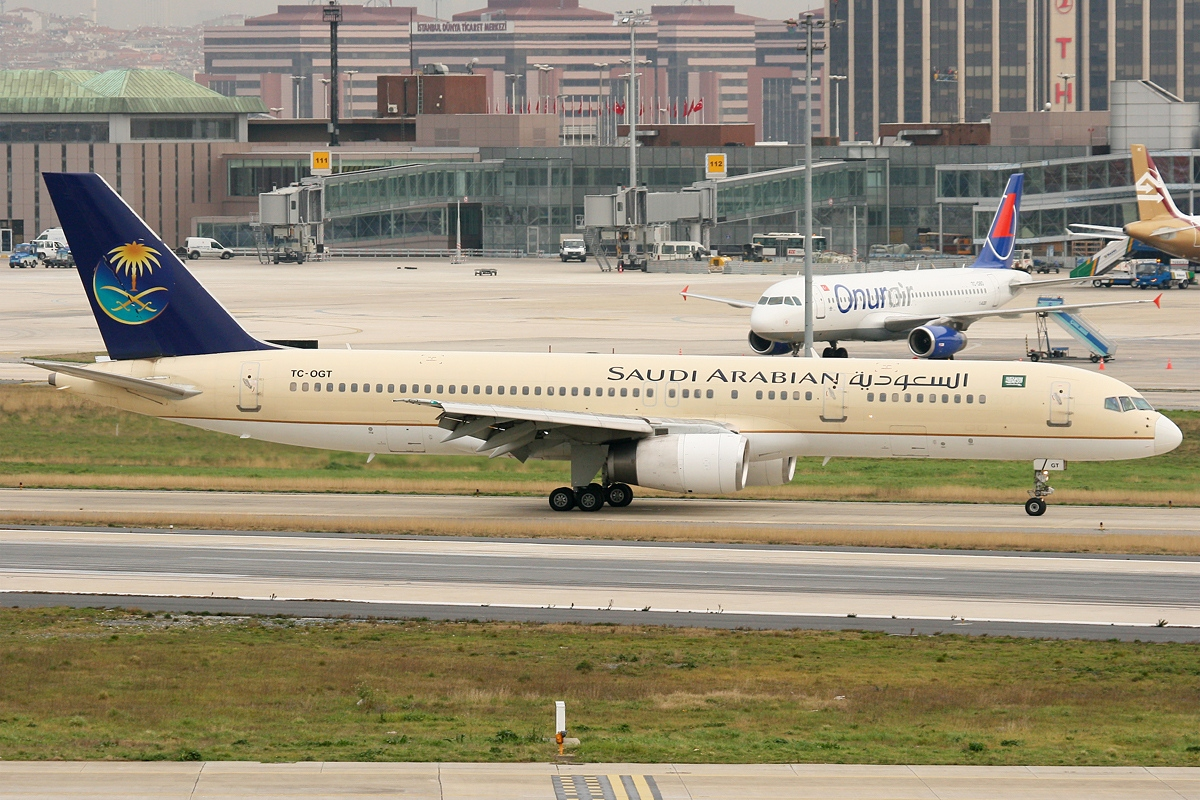
ボーイング757-200
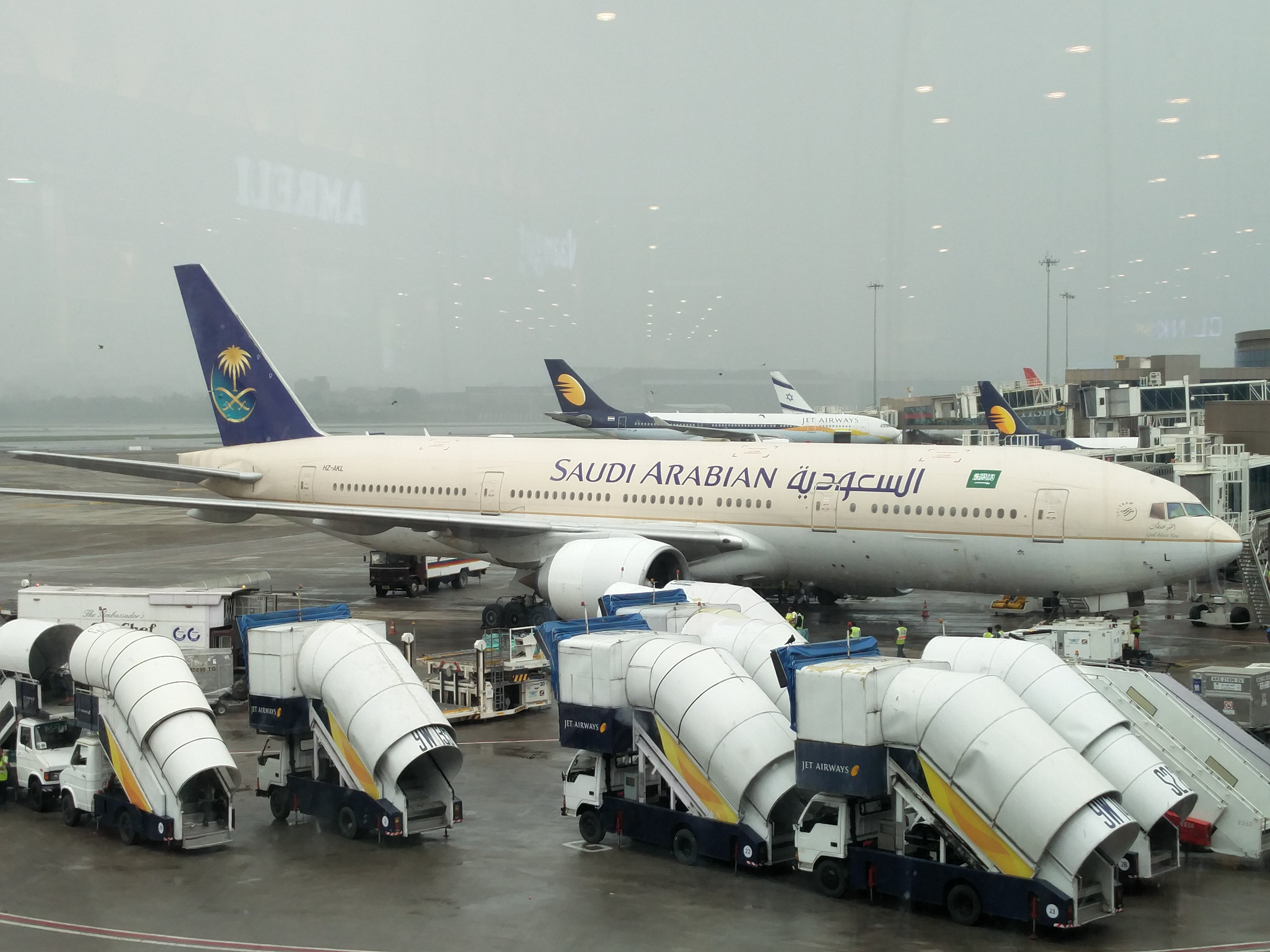
ボーイング777-200ER
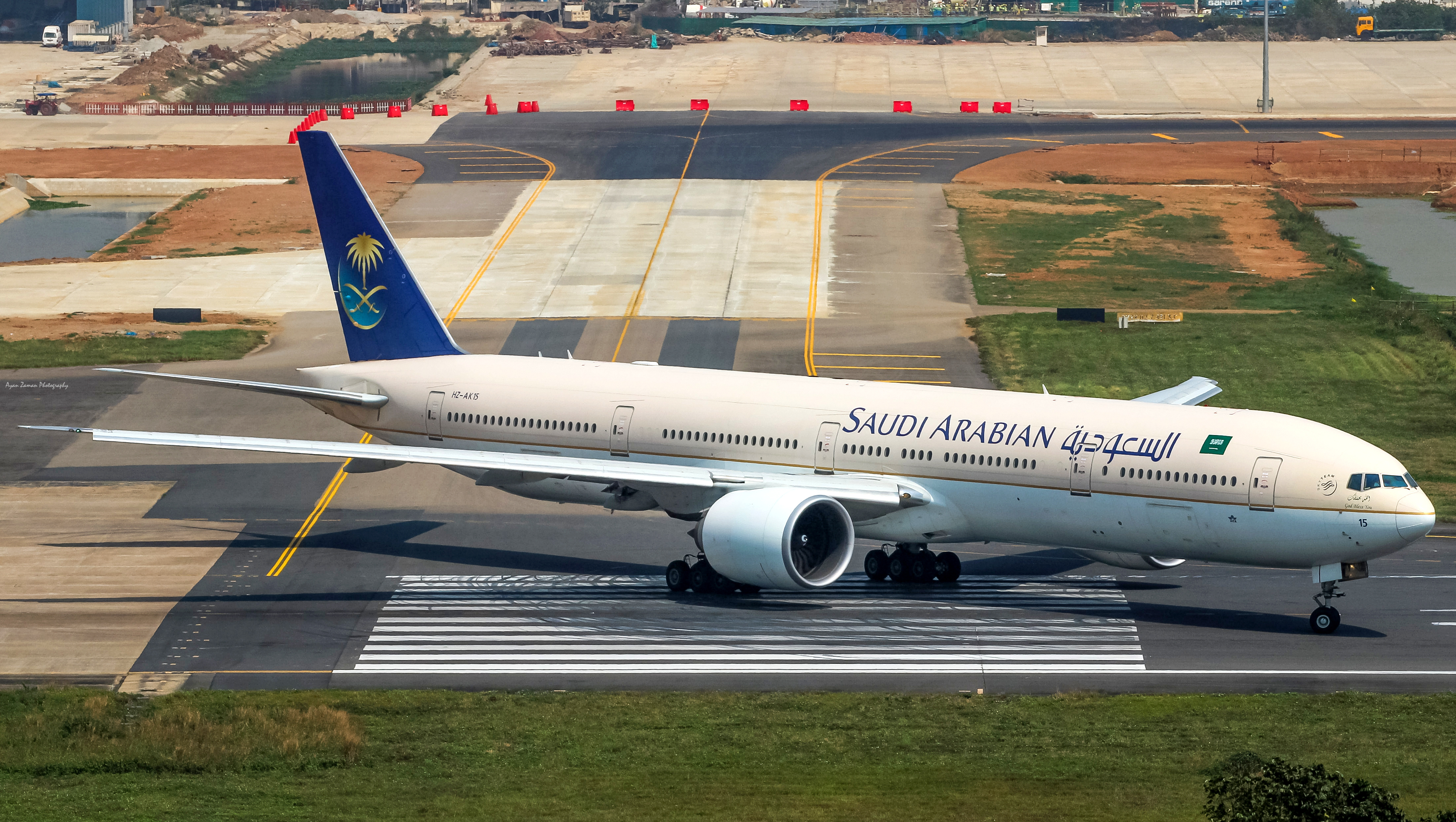
ボーイング777-300ER
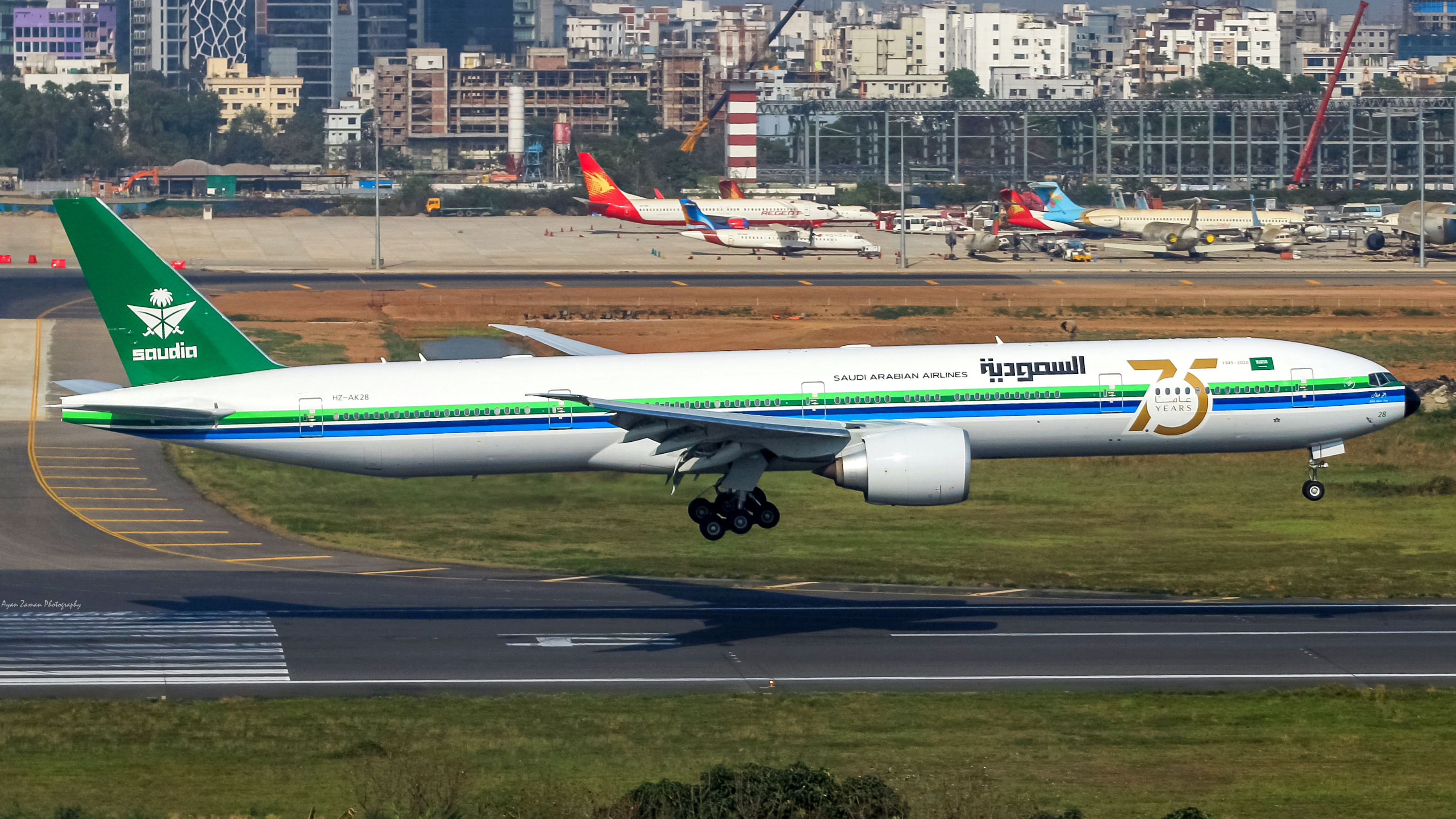
ボーイング777-300ER（75周年記念塗装）
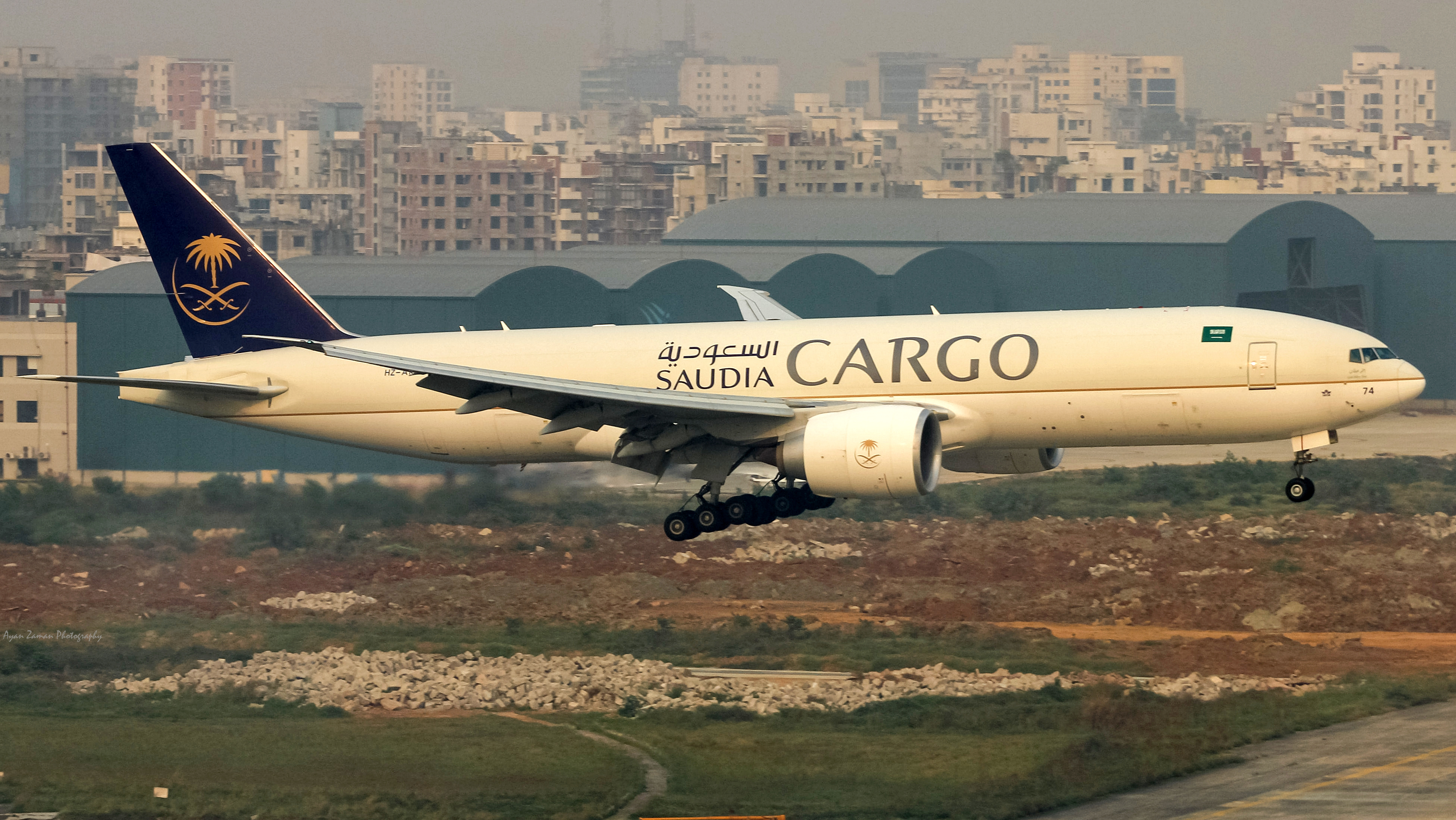
ボーイング777F
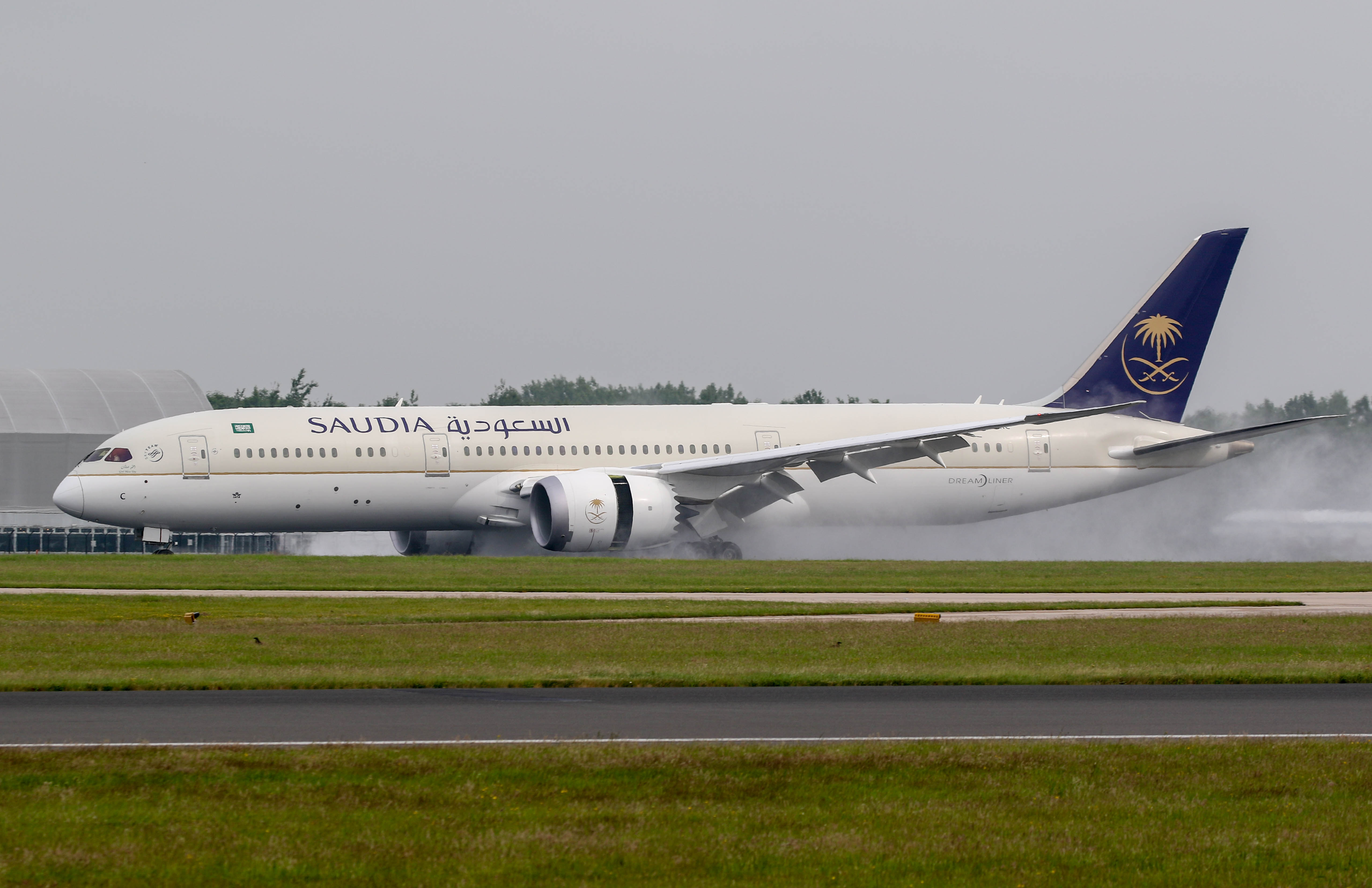
ボーイング787-9
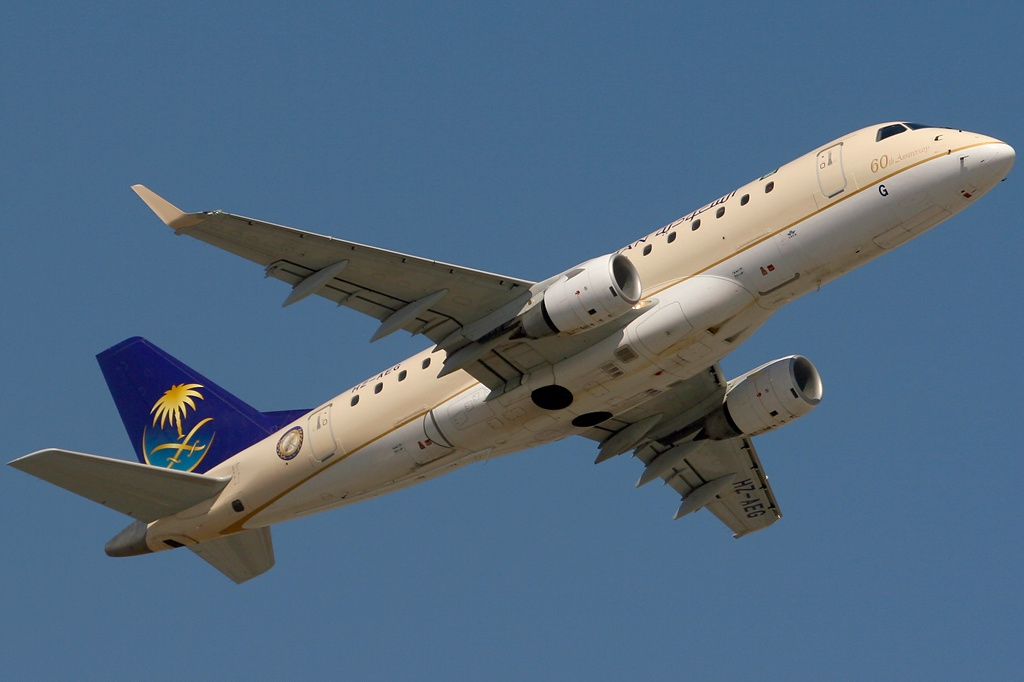
エンブラエル ERJ-170
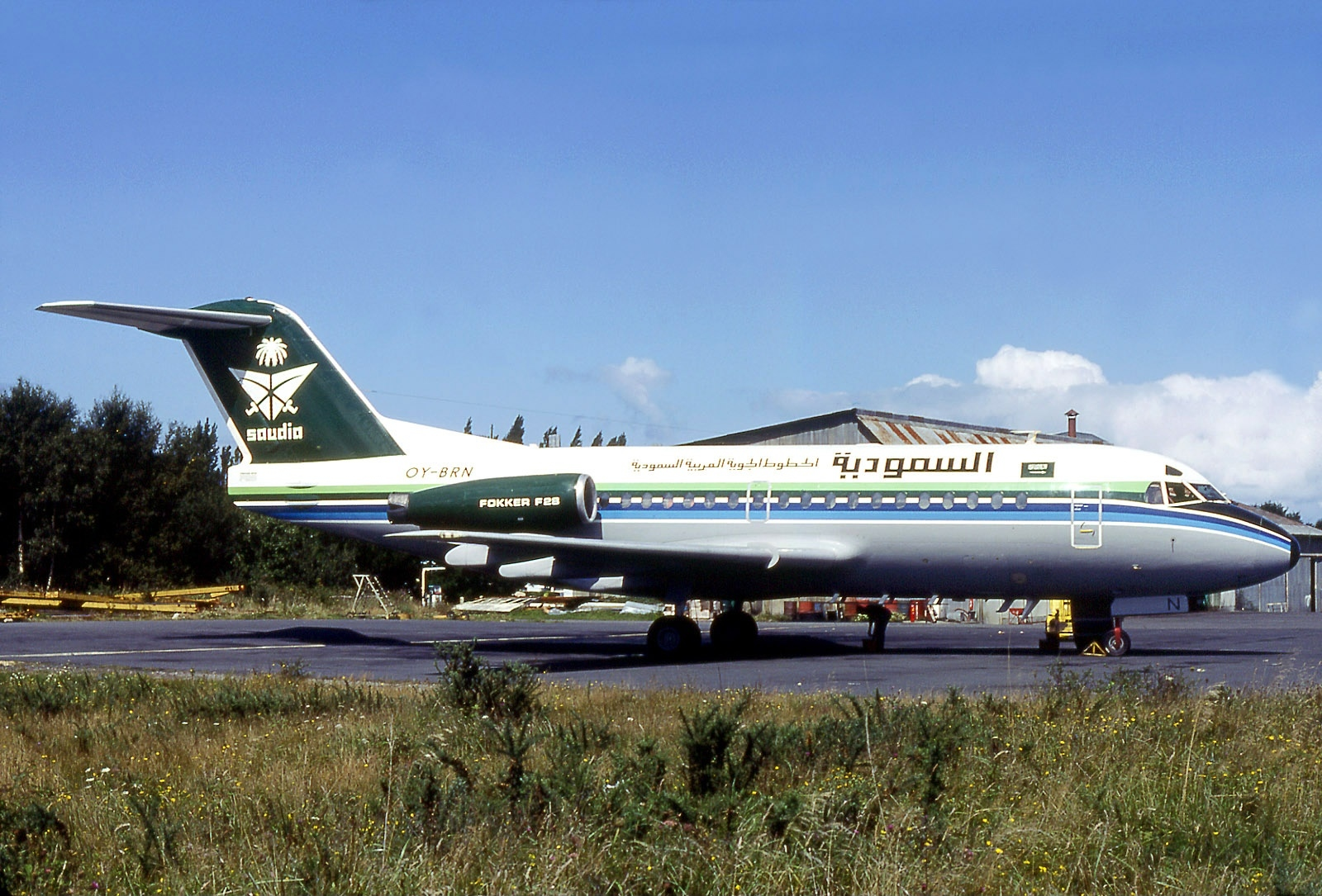
フォッカー F28
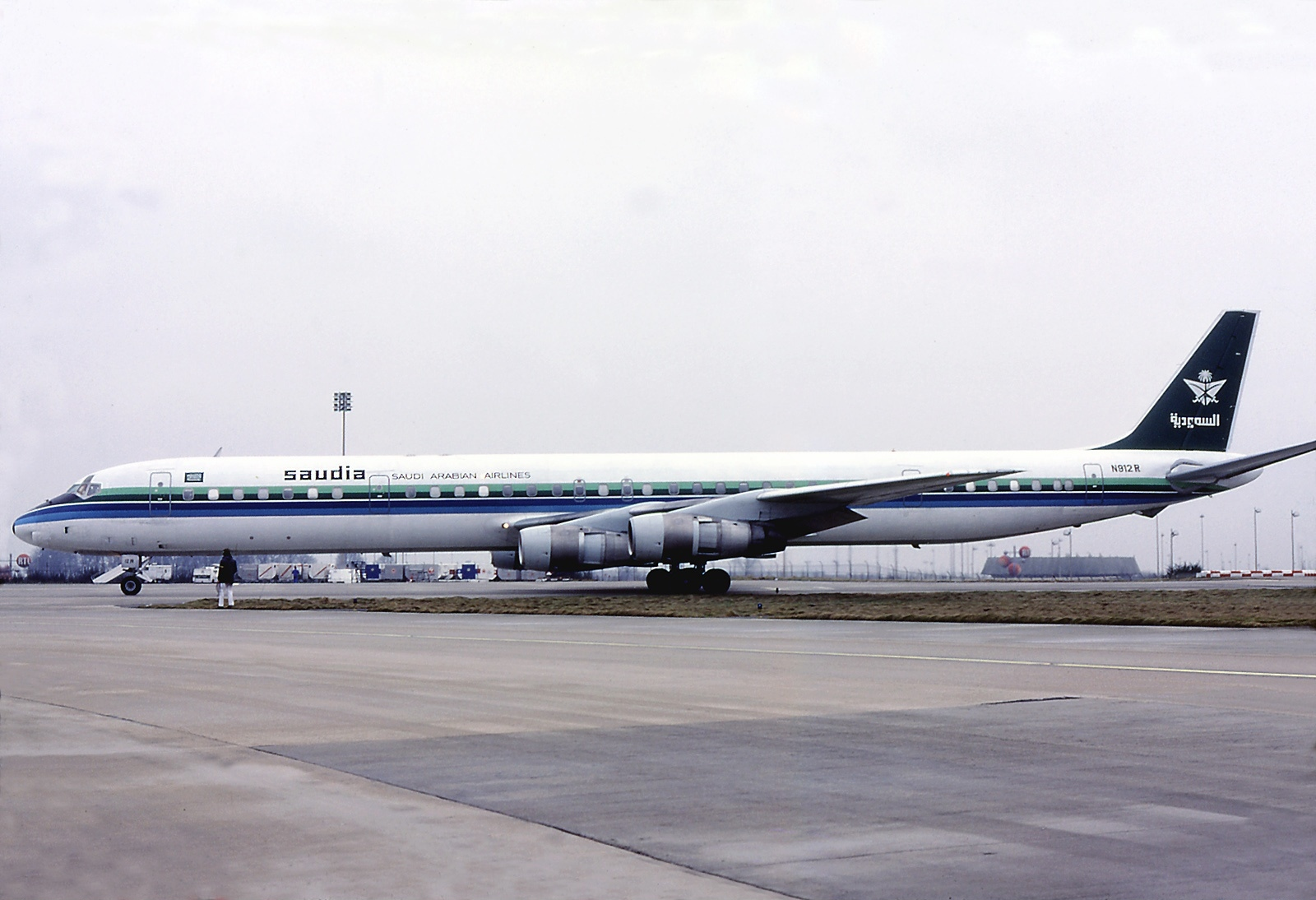
ダグラス DC-8
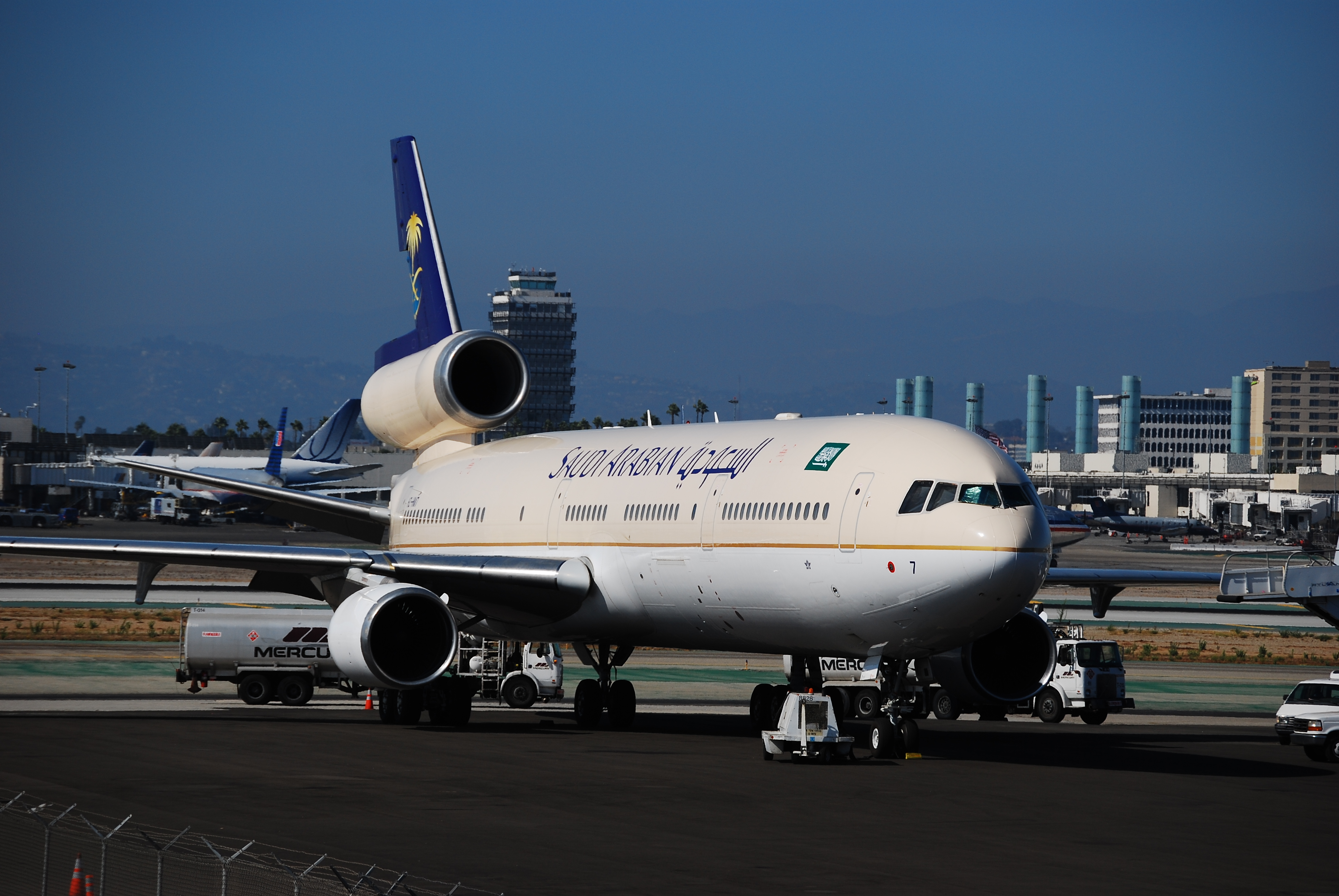
マクドネル・ダグラス MD-11
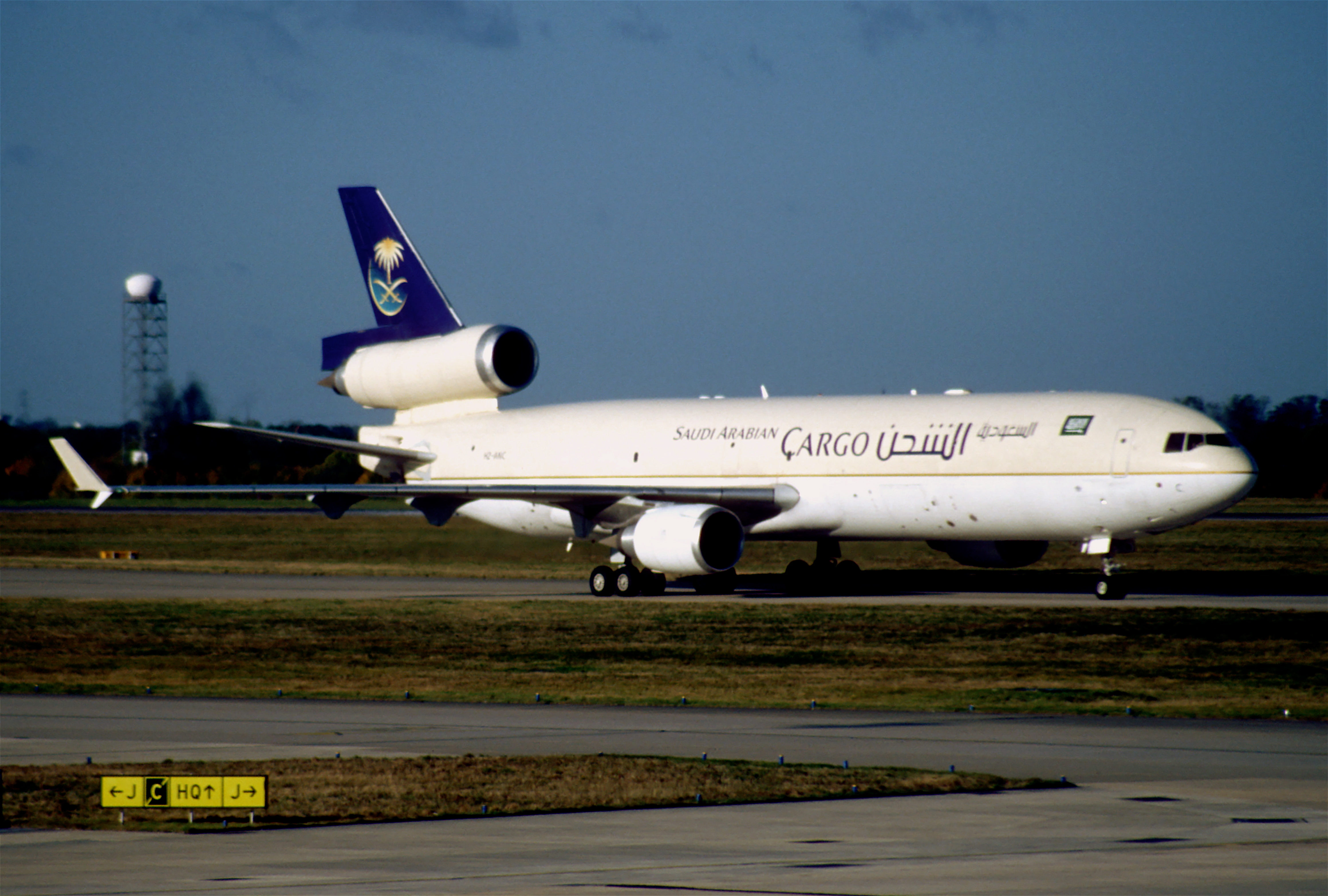
マクドネル・ダグラス MD-11F
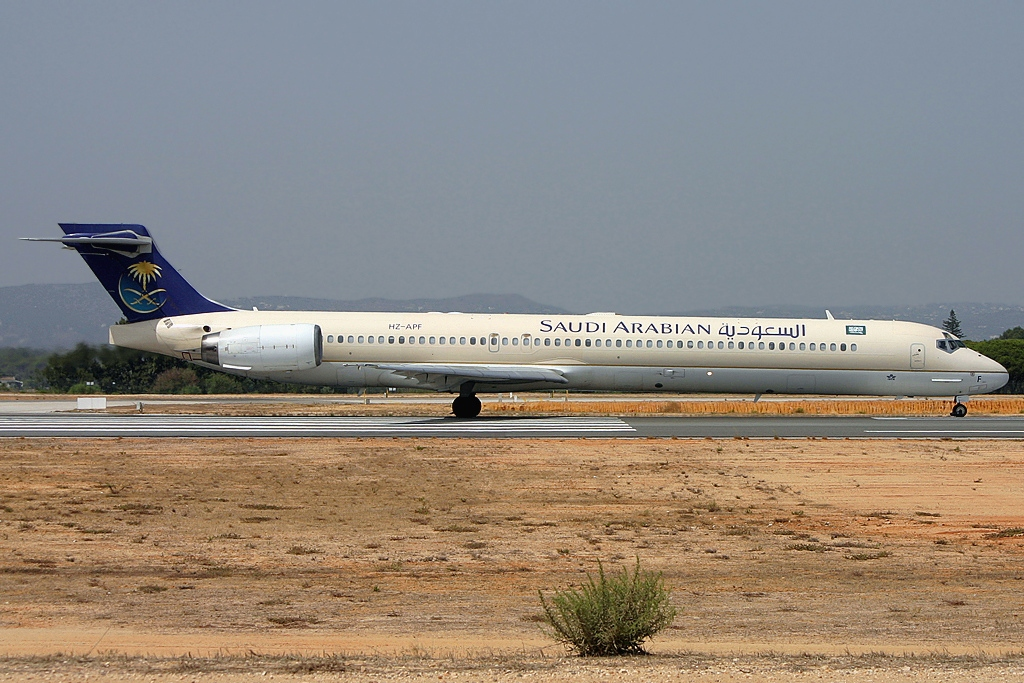
マクドネル・ダグラス MD-90-30
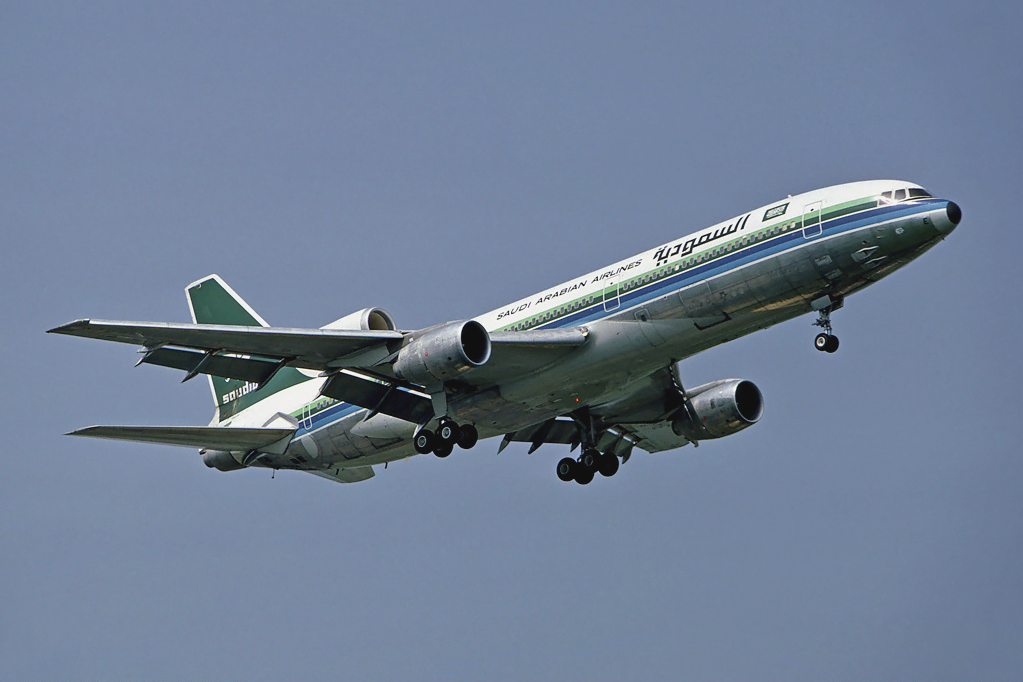
ロッキード L-1011-200 トライスター
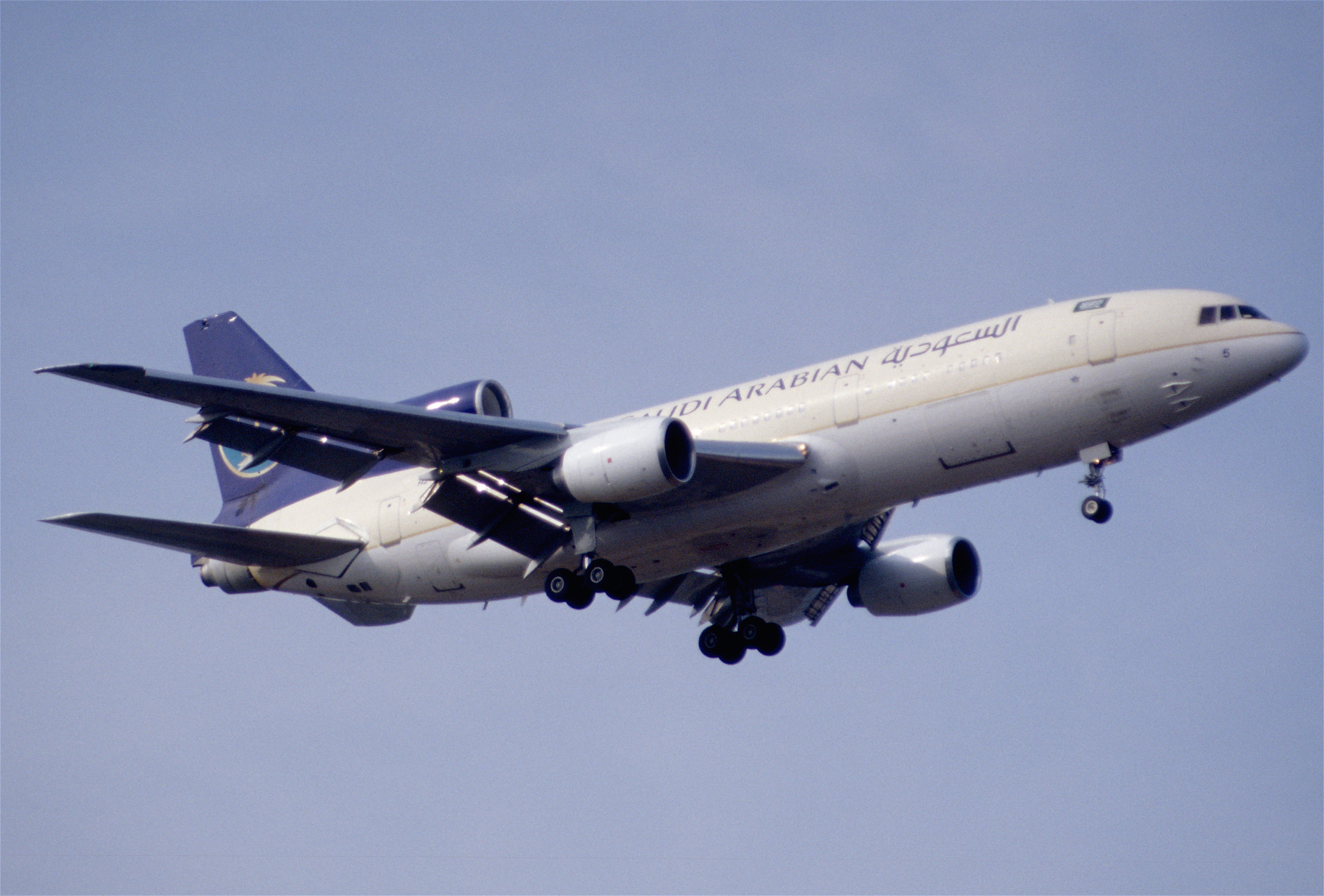
ロッキード L-1011-500 トライスター